# Pflatsch

Der Pflatsch in blutorangem Farbton.

Der Pflatsch ist der Spitzname für das Logo der Österreichischen Bundesbahnen zwischen 1974 und 2004. Es löste das ÖBB-Flügelrad ab und wurde durch die Wortmarke ÖBB ersetzt.

## Geschichte

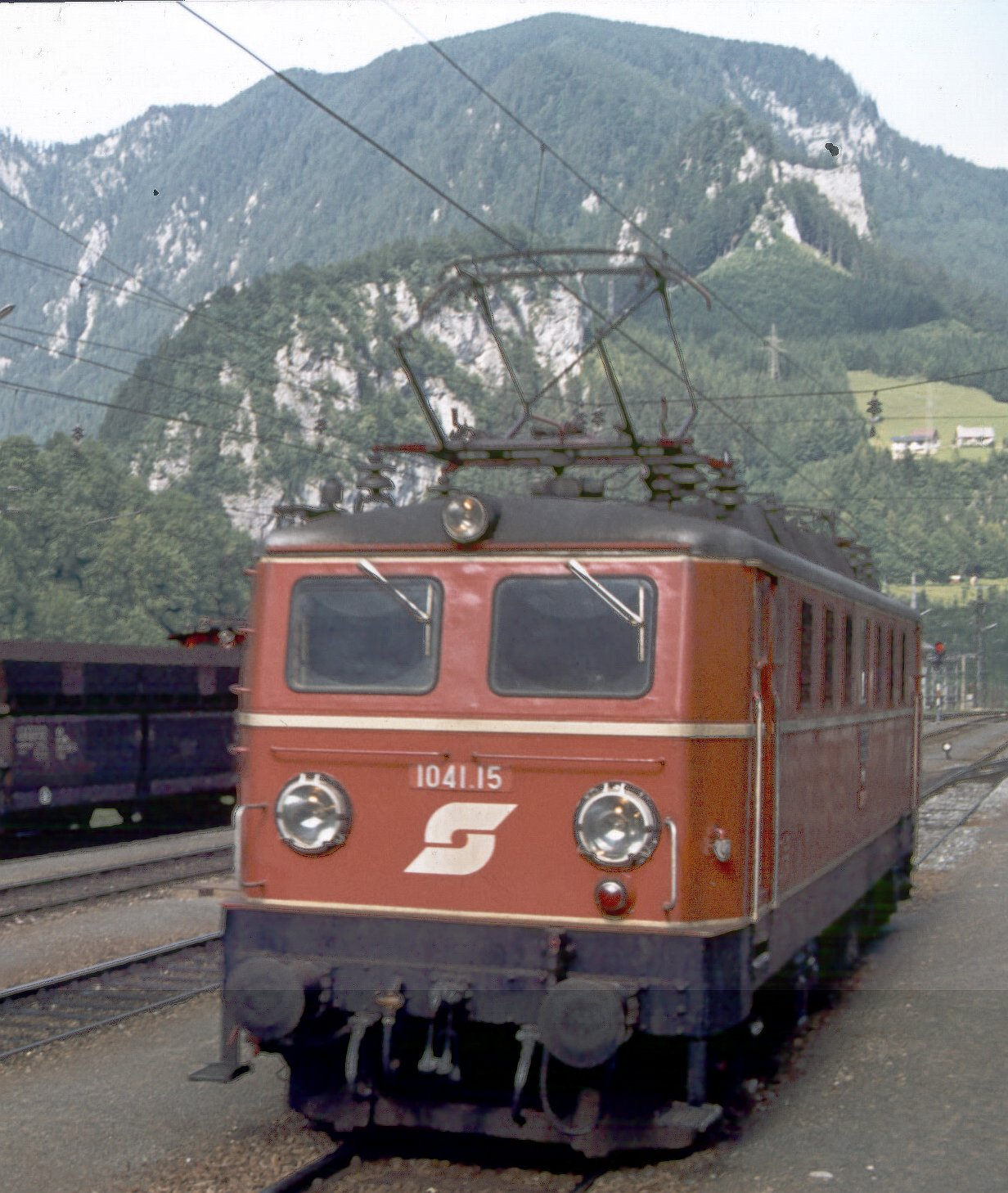
ÖBB 1041.15 in Jaffa-Lackierung und Pflatsch in Hieflau, Juli 1982

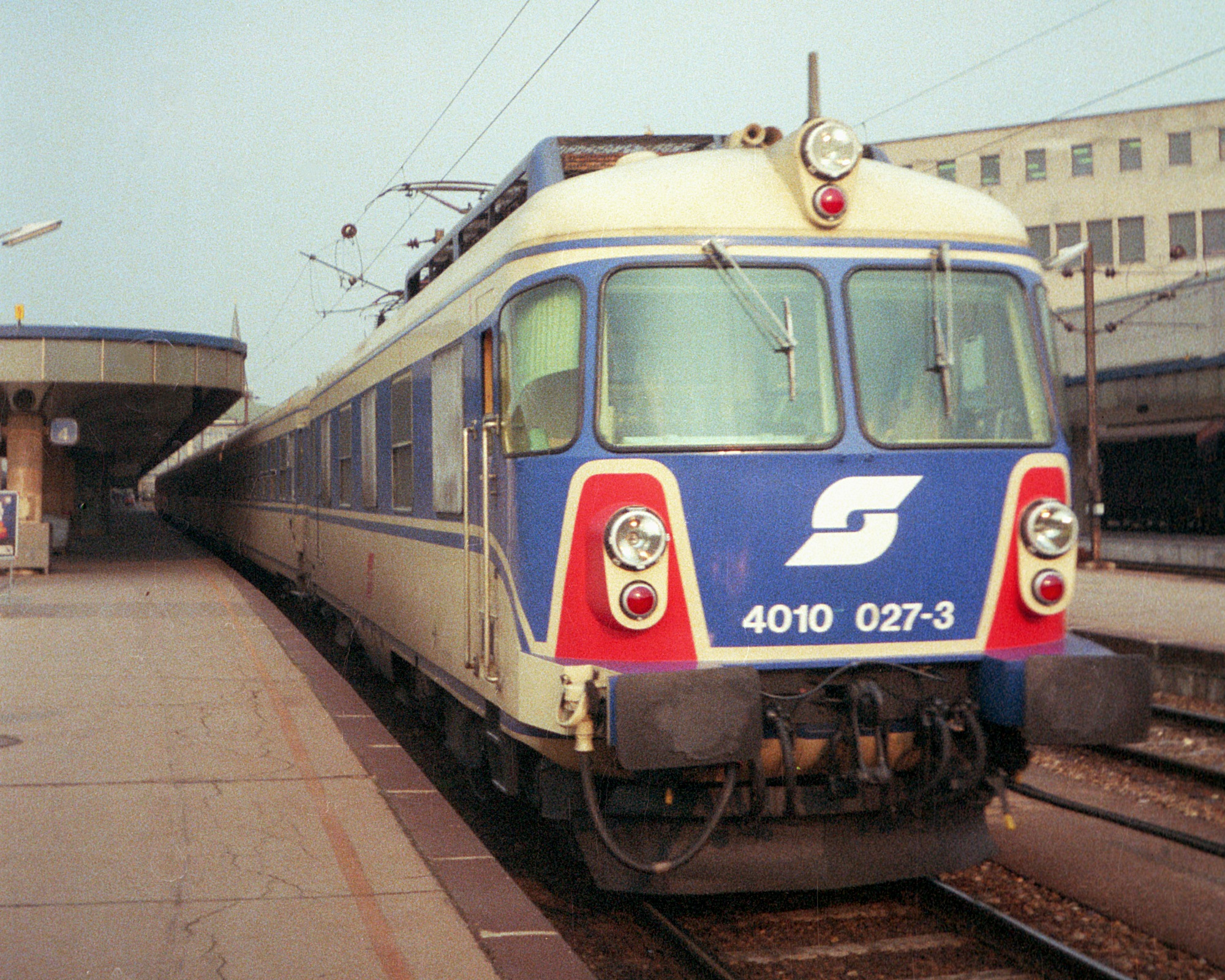
ÖBB 4010 in originaler Farbgebung mit Pflatsch in weiß am Wiener Westbahnhof, Mai 1990

### Einführung
Bei einem 1971 durchgeführten Wettbewerb gewann dieses Logo aus mehreren Einsendungen. Nach einigen Versuchen hinsichtlich Platzierung und Größe wurde es ab Herbst 1974 für neu ausgelieferte und hauptuntersuchte Fahrzeuge vorgeschrieben. Der lautmalerische Begriff entstand, weil dieses großflächige Logo im Gegensatz zum Flügelrad wie ein hingeklatschter Fleck erschien.

### Jaffa-Lackierung
Die Einführung des Pflatsches ging einher mit jener der sogenannten Jaffa-Lackierung, die bereits 1970 begann. Dies war die Umstellung der Farbe für Lokomotiven und Personenwagen auf Blutorange (RAL 2002). Daher war auch die Grundfarbe des Logos auf hellem Untergrund (beispielsweise weiß, hellgrau, elfenbein oder gelb) zunächst nicht rot, sondern orange. Auf dunklem Untergrund (beispielsweise blau, grün, braun, rot oder orange) wurde das Signet weiß angebracht.
Erstmals trugen nicht nur Triebfahrzeuge, sondern auch alle Wagen das Logo der Bahn. Auf den Stirnseiten von Lokomotiven und Triebwagen wurde der Pflatsch meistens zentriert, auf den Seitenwänden von Lokomotiven neben der rechten Tür, bei Reisezugwagen in der Regel unter dem ersten oder zweiten Fenster von rechts und bei Güterwagen am Wagenkasten rechts (bzw. bei Flachwagen teilweise auf einer eigens angebrachten Tafel) angeordnet. Einige ab den 1990er Jahren ausgelieferte Lokomotiven trugen ab Werk auf den Seitenwänden einen besonders großen weißen Pflatsch auf rotem Grund: bei der 1822 links, bei der 1012 zentriert und bei der 1016/1116 rechts angeordnet.
Die erste Neuauslieferung mit Pflatsch und Jaffa-Lackierung war die Elektrolokomotive 1044.01.

### Valousek-Lackierung
Mit Einführung der elfenbein/roten Valousek-Lackierung, benannt nach dem Designer Wolfgang Valousek, Anfang der 1990er Jahre wurde der Pflatsch auch auf hellem Untergrund rot (z. B. Reihe 4010).
Mit der Einführung des Pflatsch als Unternehmenslogo gingen weitere Änderungen im Design der ÖBB einher: So wurden Bahnhofsschilder (weiß auf ultramarinblau mit abgerundeten Ecken) und betriebliche Anschriften auf die Schrift Helvetica halbfett umgestellt und die Klassenziffern 1 und 2 deutlich größer als zuvor angeschrieben. Ebenfalls wurden Piktogramme eingeführt.

### Ende des Pflatsches, Einführung der Wortmarke
Da das Logo zwar in Österreich sehr bekannt war, nicht jedoch im Ausland, führten die ÖBB ab 1998 die Wortmarke ein, zunächst in schwarz oder grau zusammen mit dem Pflatsch und nur in Druckerzeugnissen sowie im Netz. Ab ca. 2001 war diese Kombination auf einigen neuen bzw. modernisierten Fahrzeugen zu sehen. Bereits gegen 2003 wurde die Wortmarke auf neuen bzw. modernisierten Fahrzeugen allein verwendet, in der Regel in weiß (bzw. auf hellem Hintergrund in rot).
Mit der Einführung der ÖBB-Wortmarke wurden auch die hellblauen Bahnhofsschilder mit weißem Rahmen und abgerundeten Ecken sowie die Piktogramme an Bahnhöfen und in Zügen durch eckige, dunkelblaue Schilder ersetzt.
Naturgemäß benötigte die Änderung in den Stationen und Fahrzeugen einige Jahre, sodass noch der Pflatsch sowie die alten Bahnhofsschilder an kleineren Bahnhöfen und Wegweisern sowie auf älteren Lokomotiven und Triebwagen zu finden ist. Mit dem Umbau der Türgriffe und Scheinwerfer in den Jahren 2017 und 2018 wurden auch die Logos an vielen mit Pflatsch versehenen Lokomotiven und Wendezügen getauscht. An manchen Fahrzeugen wurde aber auch nach den Umbauten noch das alte Logo angebracht.

Mittlerweile veraltetes Hinweiszeichen 13c (StVZVO 1998).

Auf den Hinweisschildern zum Bahnhof wird bei Neuaufstellungen bis heute das alte Logo benutzt, obwohl laut Straßenverkehrsordnung bereits ein neutrales Symbol vorgesehen ist (Dies wird vor allem in Orten verwendet, in denen auch eine private Bahngesellschaft den Bahnhof mitbenutzt). In manchen Gemeinden wurde der Pflatsch aber auch mit der ÖBB-Wortmarke, oder einem hellblauen Bahn-Piktogramm, überklebt.

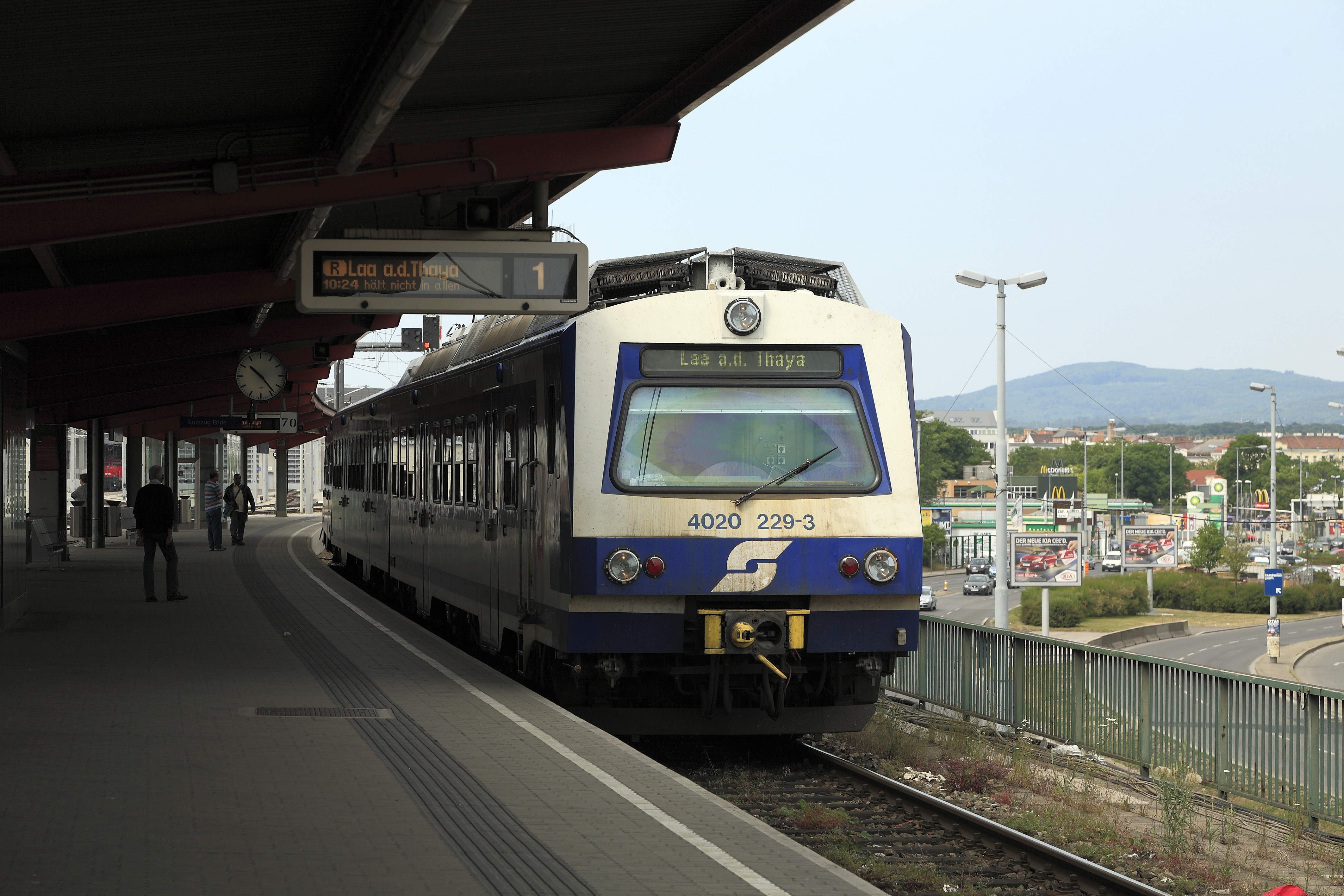
Triebwagen 4020 229 mit Pflatsch, Wien Matzleinsdorfer Platz, Mai 2012
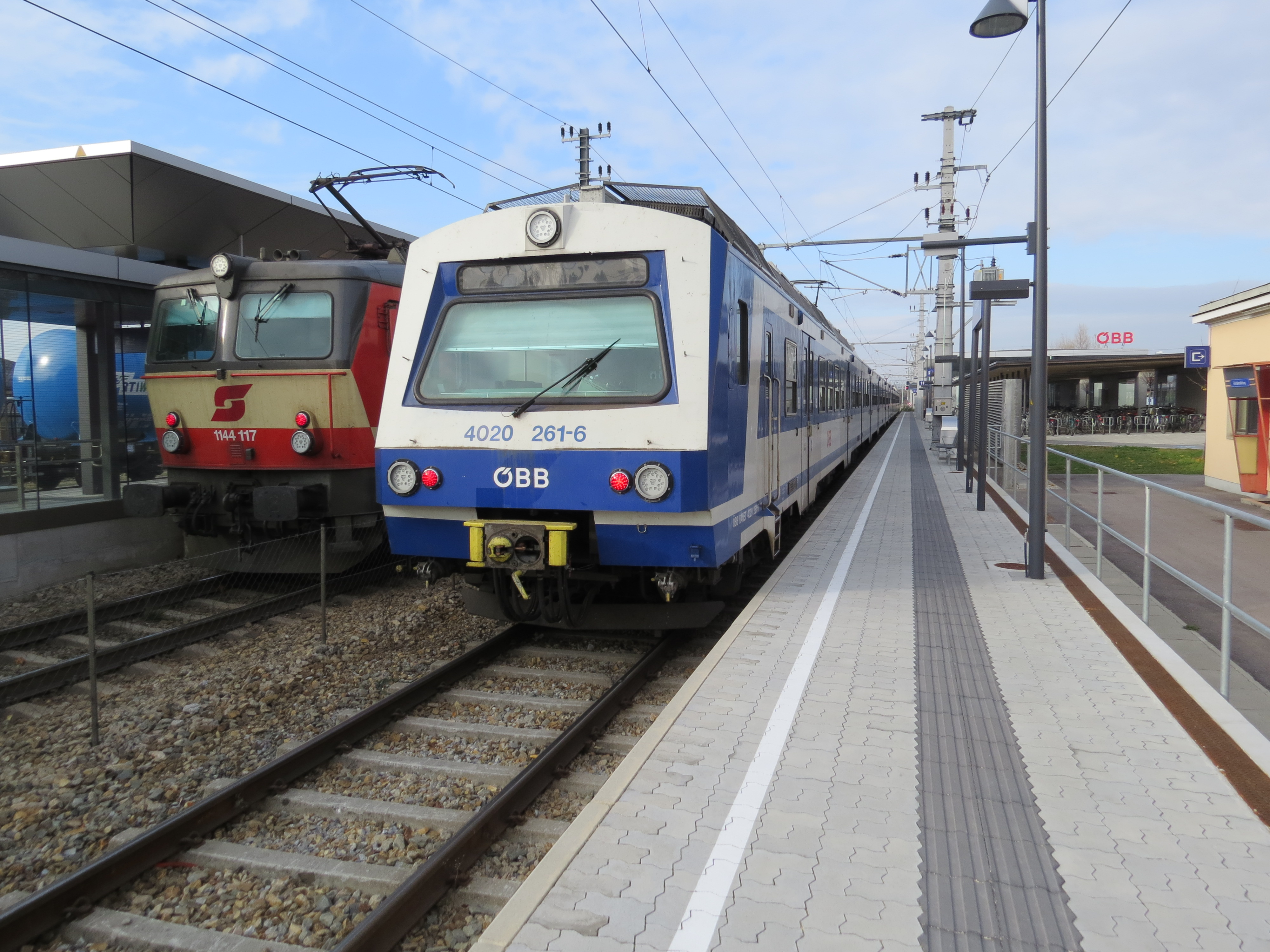
4020 261 mit Wortmarke in Korneuburg neben der weiterhin mit Pflatsch versehenen 1144 117, November 2017
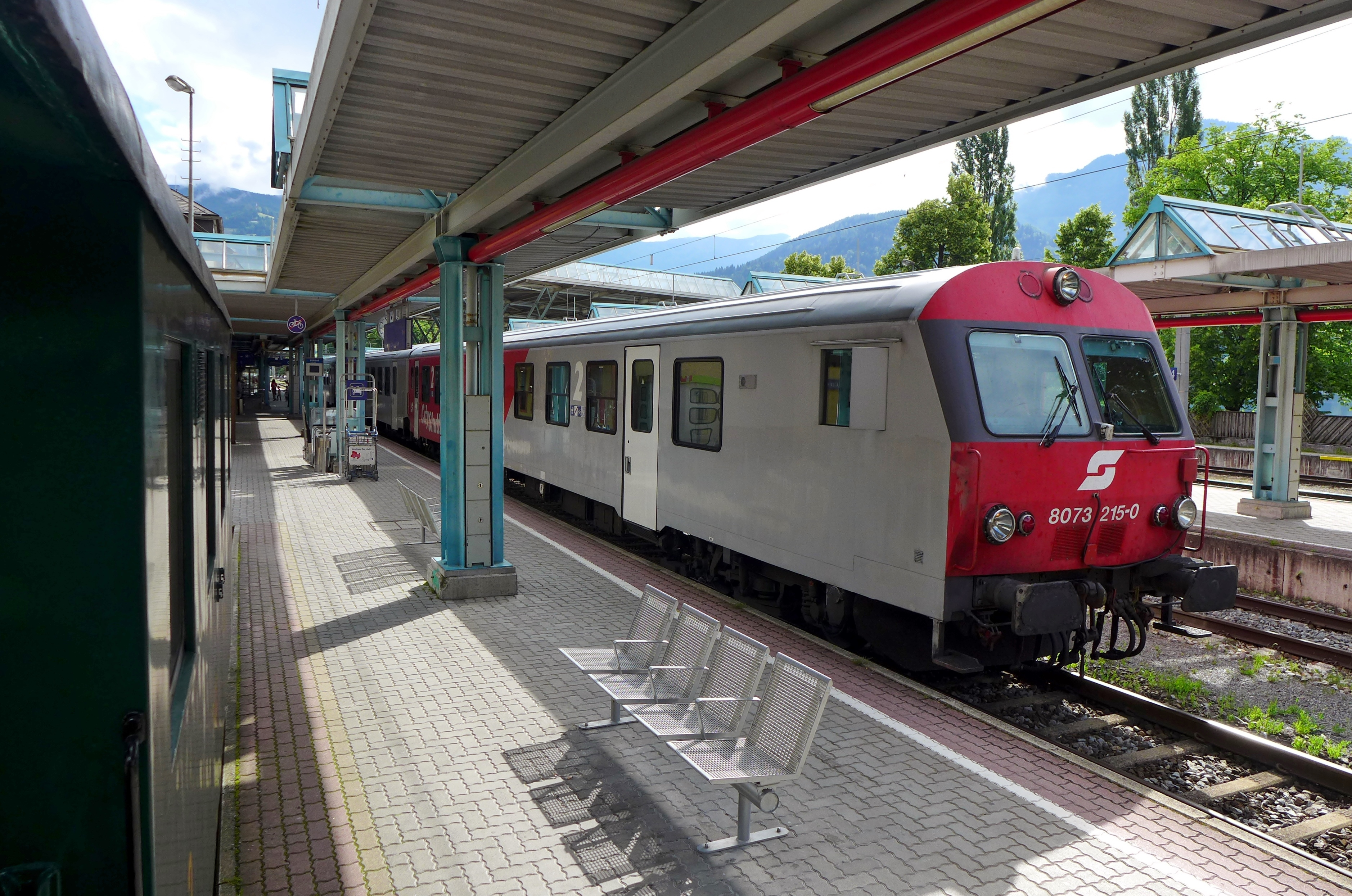
ÖBB 8073 mit Pflatsch in Zell am See, Juli 2014
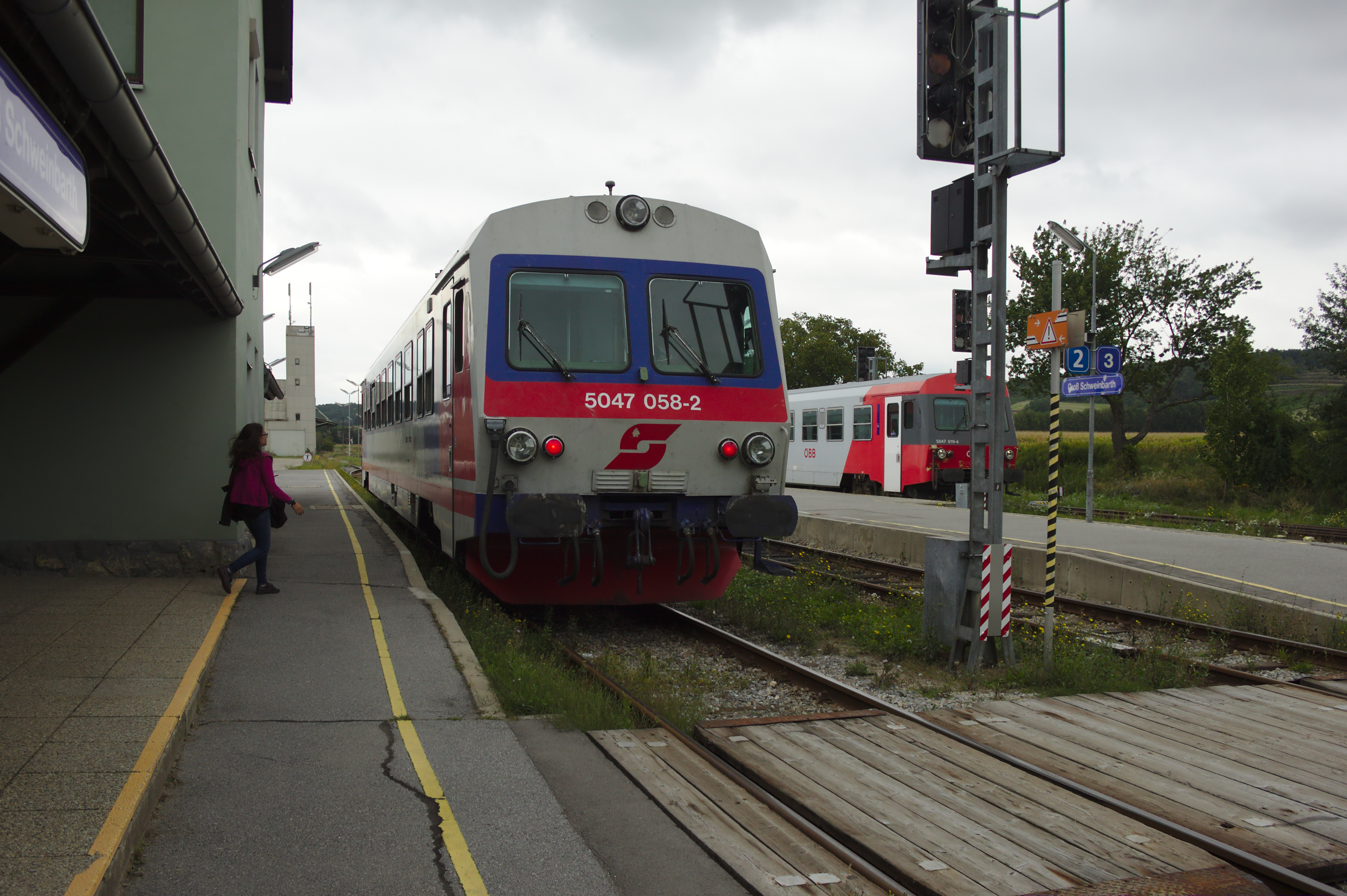
ÖBB 5047 mit Pflatsch am Bahnhof Groß Schweinbarth, September 2013

Da es keine andere offizielle Bezeichnung für dieses Logo gibt, hat sich der Name bei Eisenbahnern durchgesetzt und wird auch zur Klassifizierung bei Modellbeschreibungen der Modelleisenbahn-Hersteller verwendet. Vor allem seit Einführung der Wortmarke hat der Gebrauch des Wortes stark zugenommen, da es nun drei mögliche Logos bei ÖBB-Lokomotiven gibt.

## Galerie

### Der Pflatsch auf Gegenständen

Pflatsch auf dem Deckblatt der ehemaligen Kilometerbank, 1989
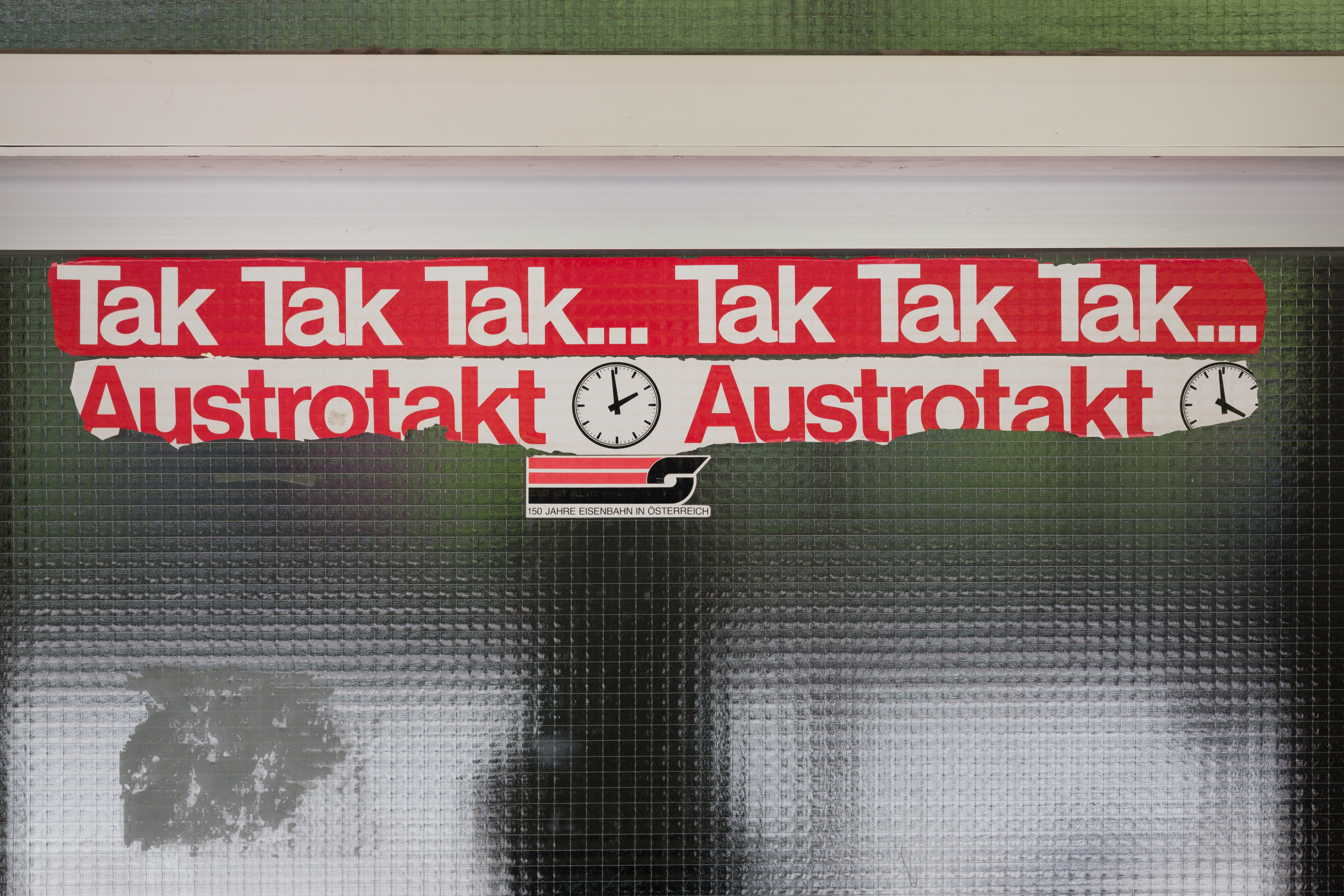
Aufkleber am Bahnhof Bad Hofgastein mit schwarzem Pflatsch. Dieser weist auf den Austrotakt von 1982 hin.
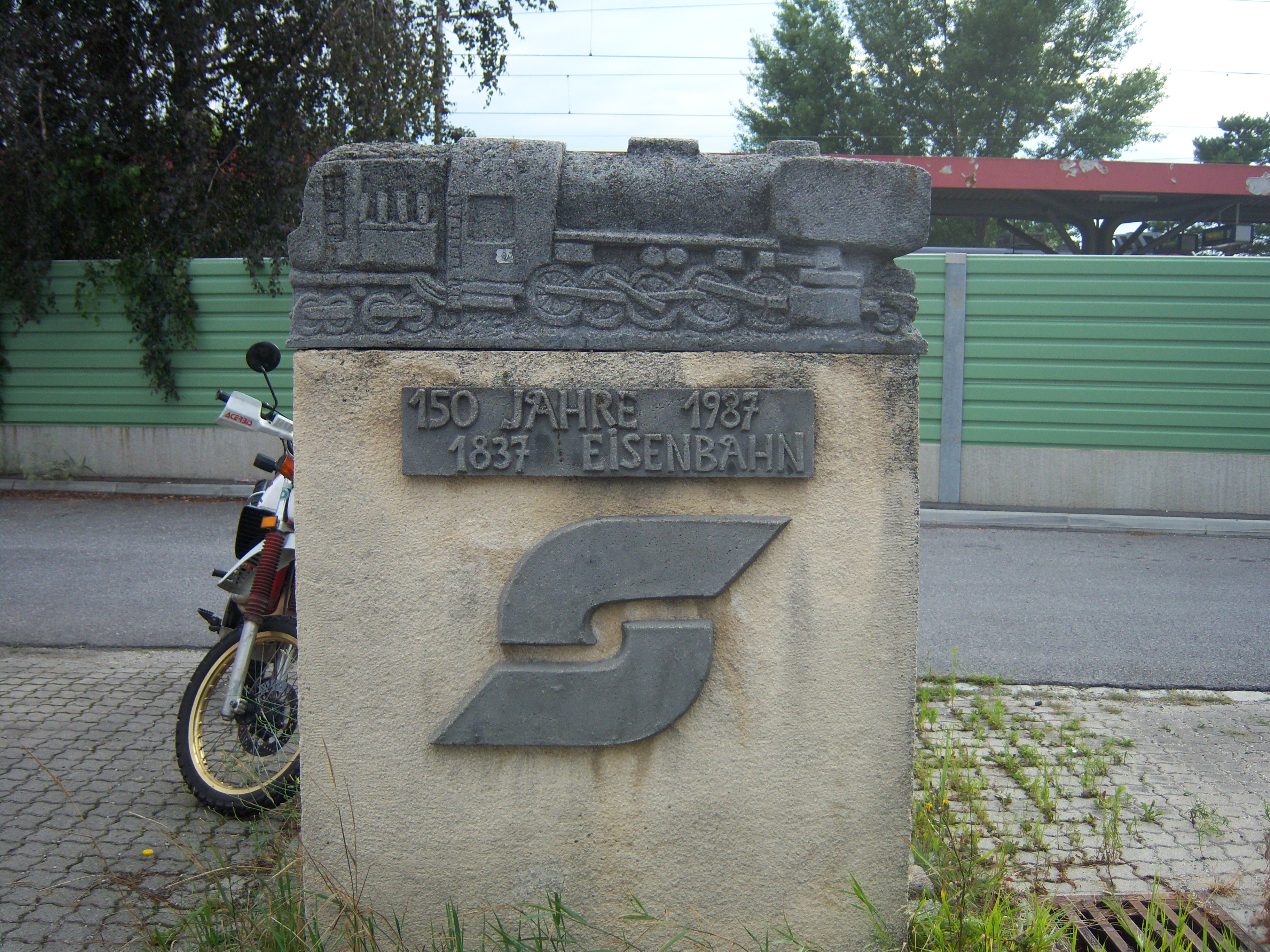
Gedenktafel „150 Jahre Eisenbahn“ am Bahnhof Wolkersdorf, Juli 2008
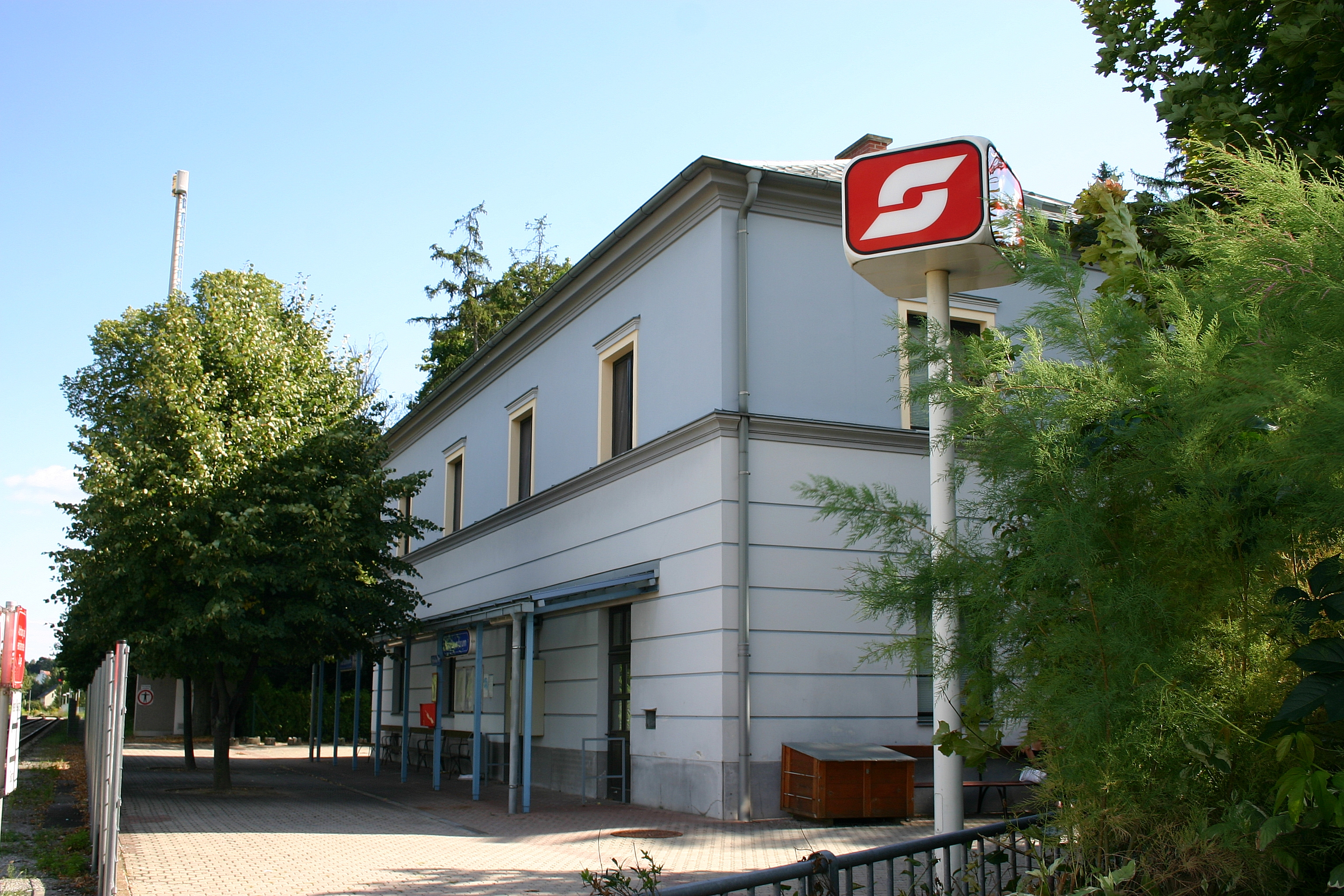
Pflatsch am Bahnhof Bad Sauerbrunn, August 2008
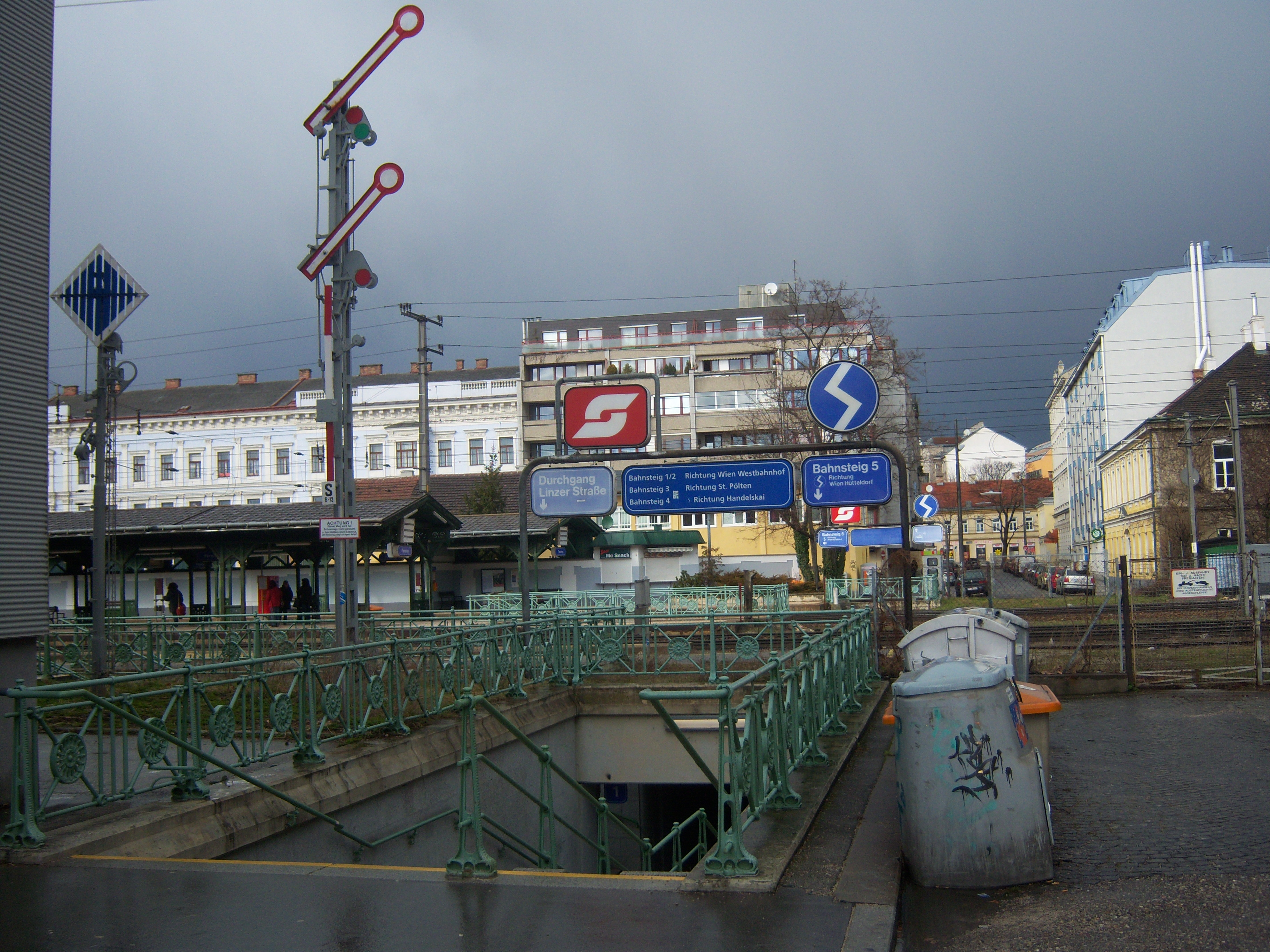
Zugang zum Bahnhof Wien Penzing, März 2009
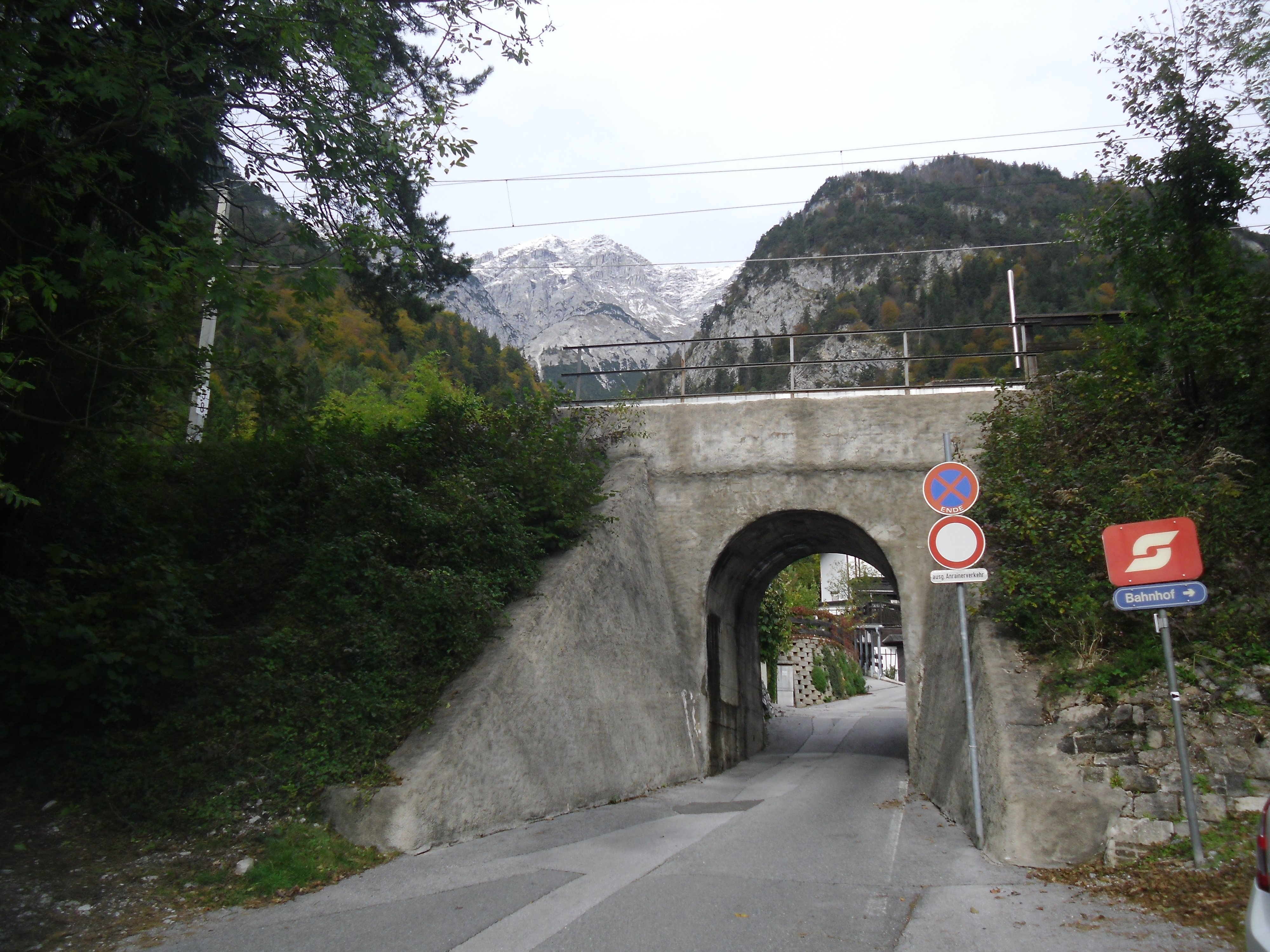
Nicht mehr bestehender Wegweiser zur Haltestelle Kranebitten, Oktober 2012
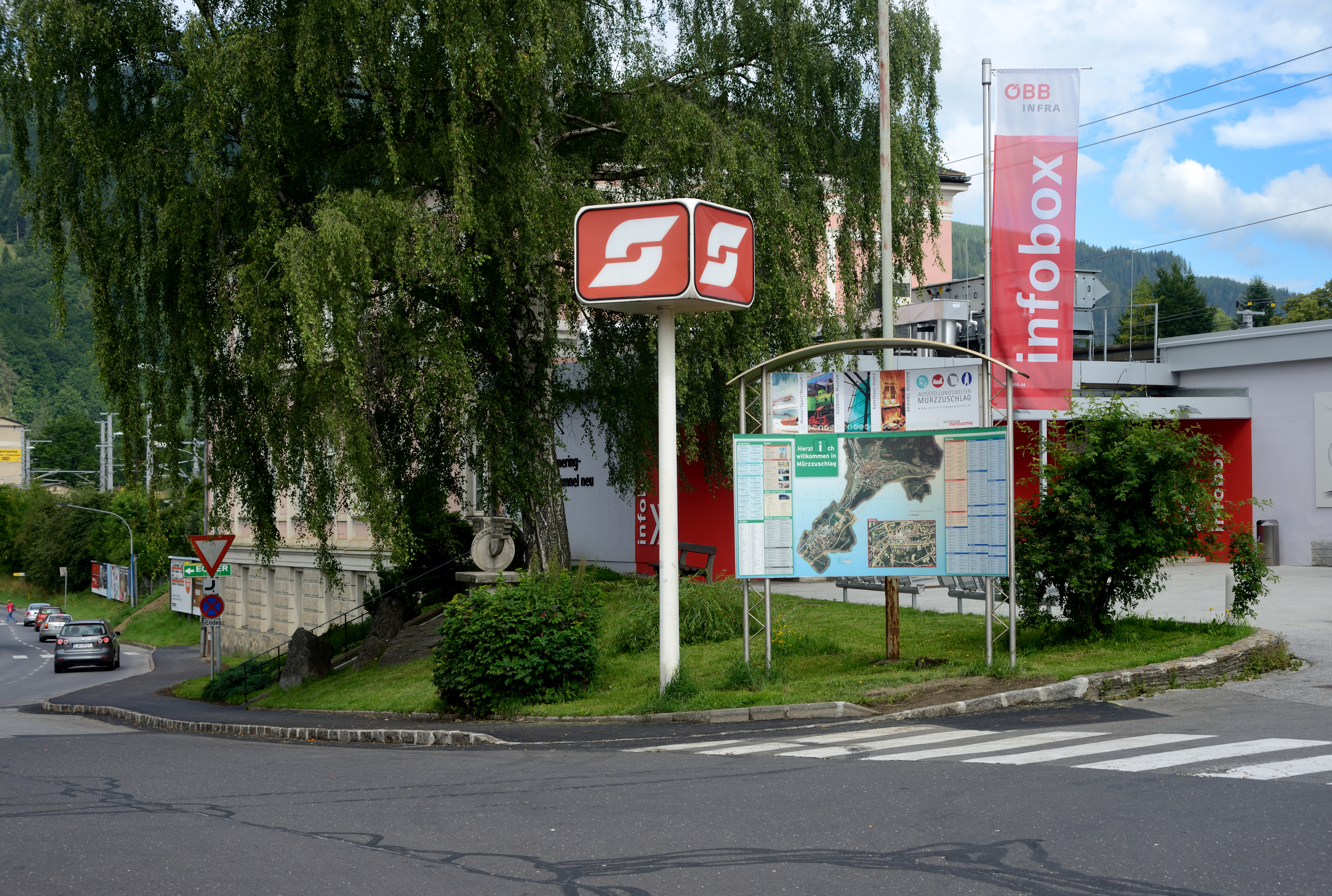
Pflatsch am Bahnhof Mürzzuschlag, Juli 2014
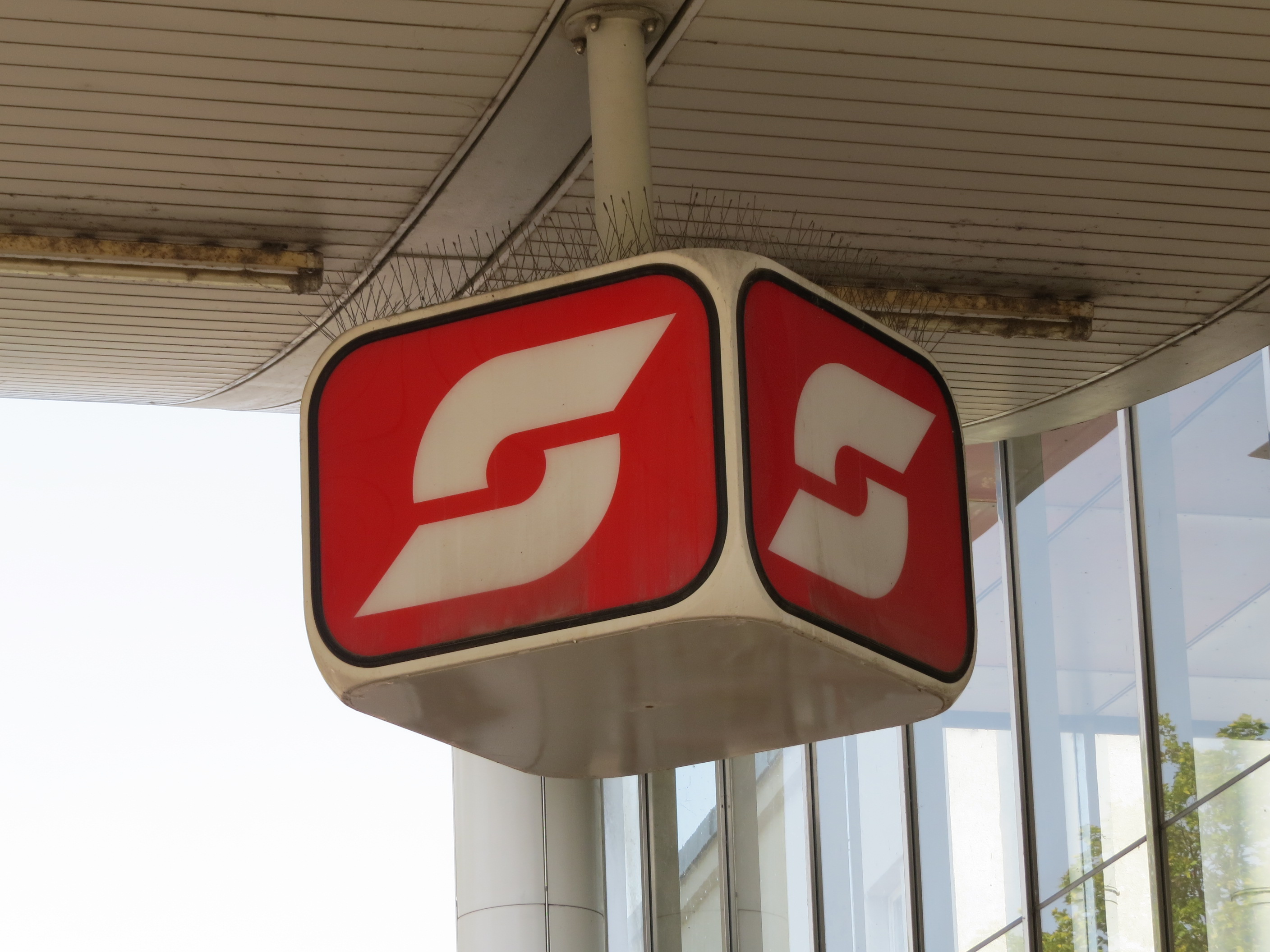
Pflatsch am Bahnhof Wien Floridsdorf, bereits durch Wortmarke ersetzt, August 2017
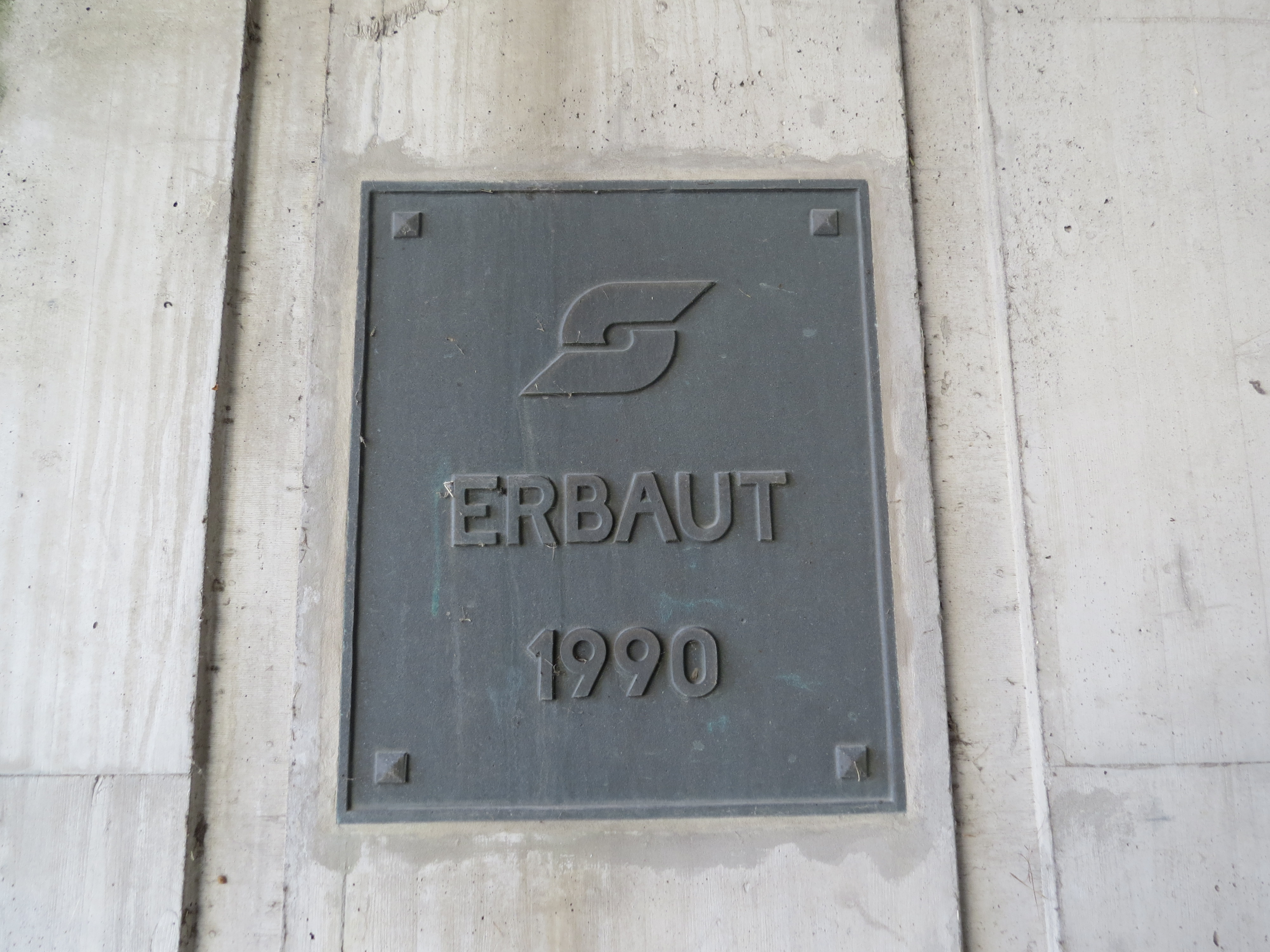
Erbauungsschild am Bahnhof Markersdorf an der Pielach, Oktober 2017
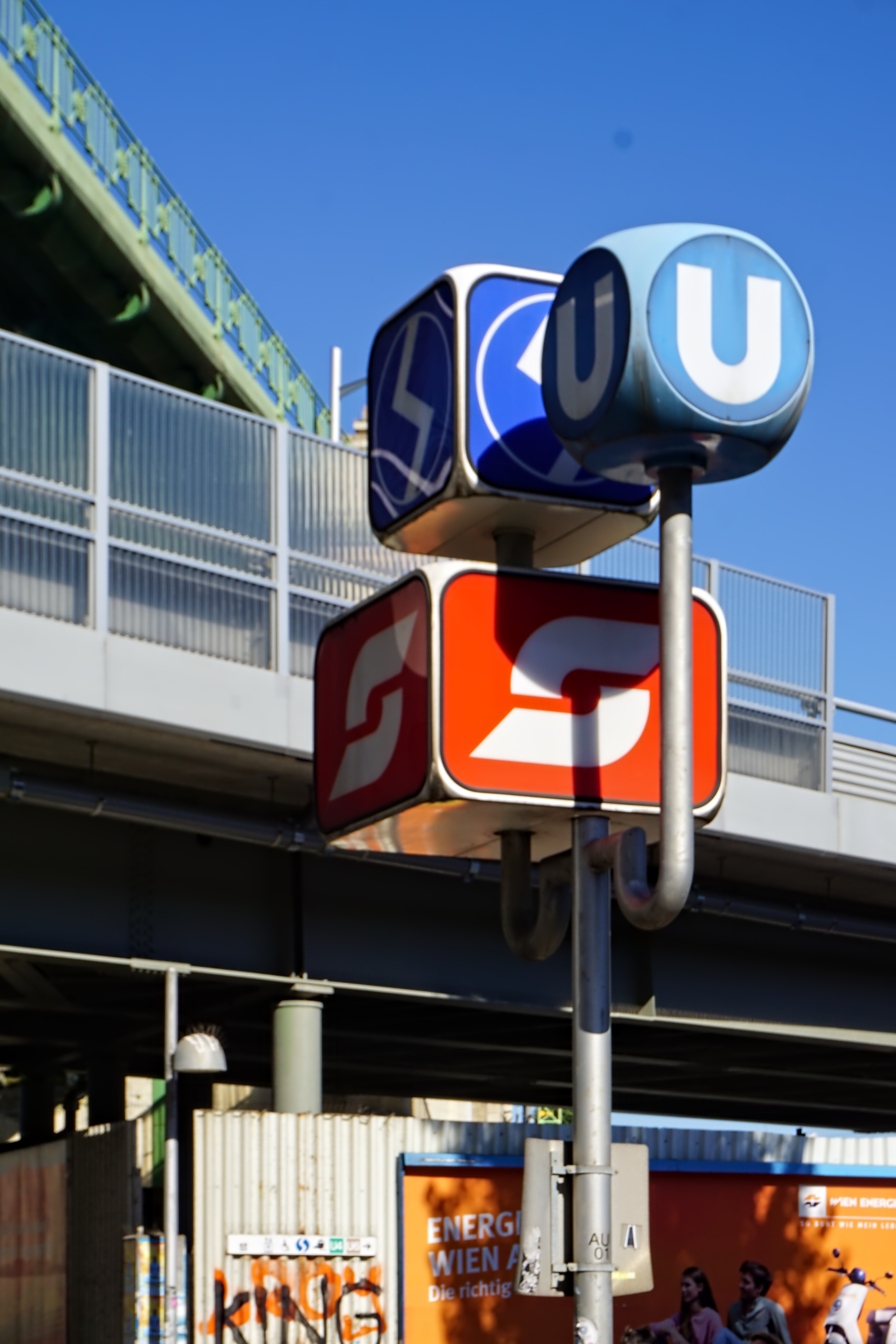
Pflatsch an der Verkehrsstation Wien Spittelau, September 2018
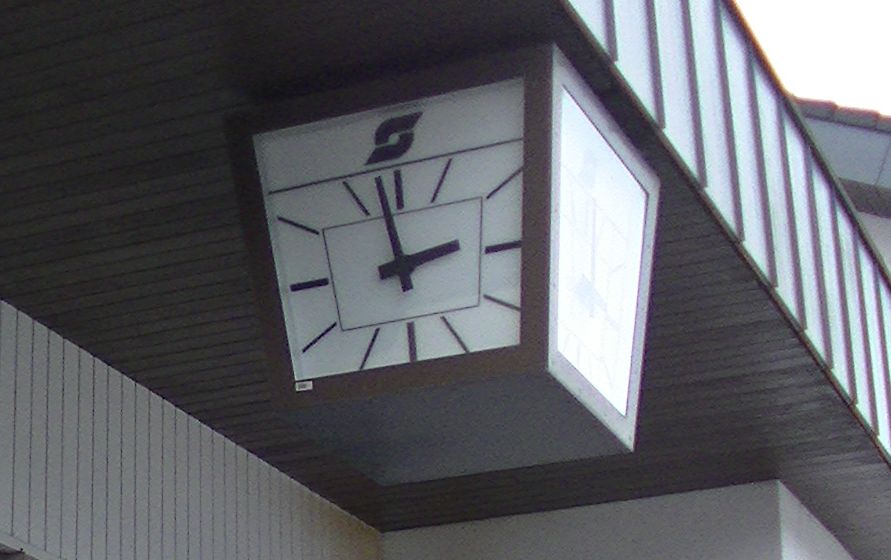
Alte Uhr mit braunem Pflatsch am Bahnhof Schwarzach-St. Veit, Dezember 2018
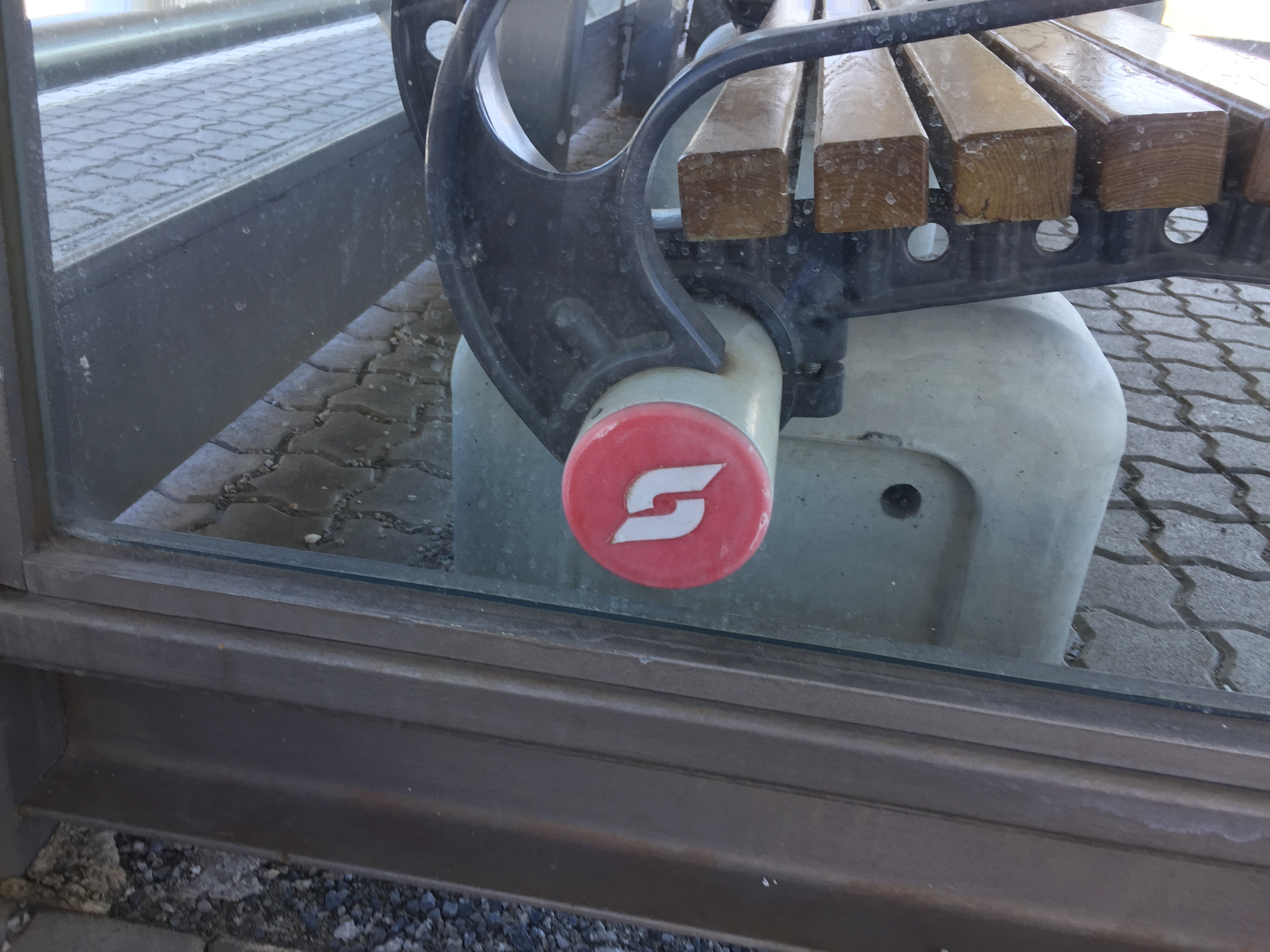
Ein weißer Pflatsch auf rotem Hintergrund, auf einer alten Bank am Saalfeldner Bahnhof, Februar 2019
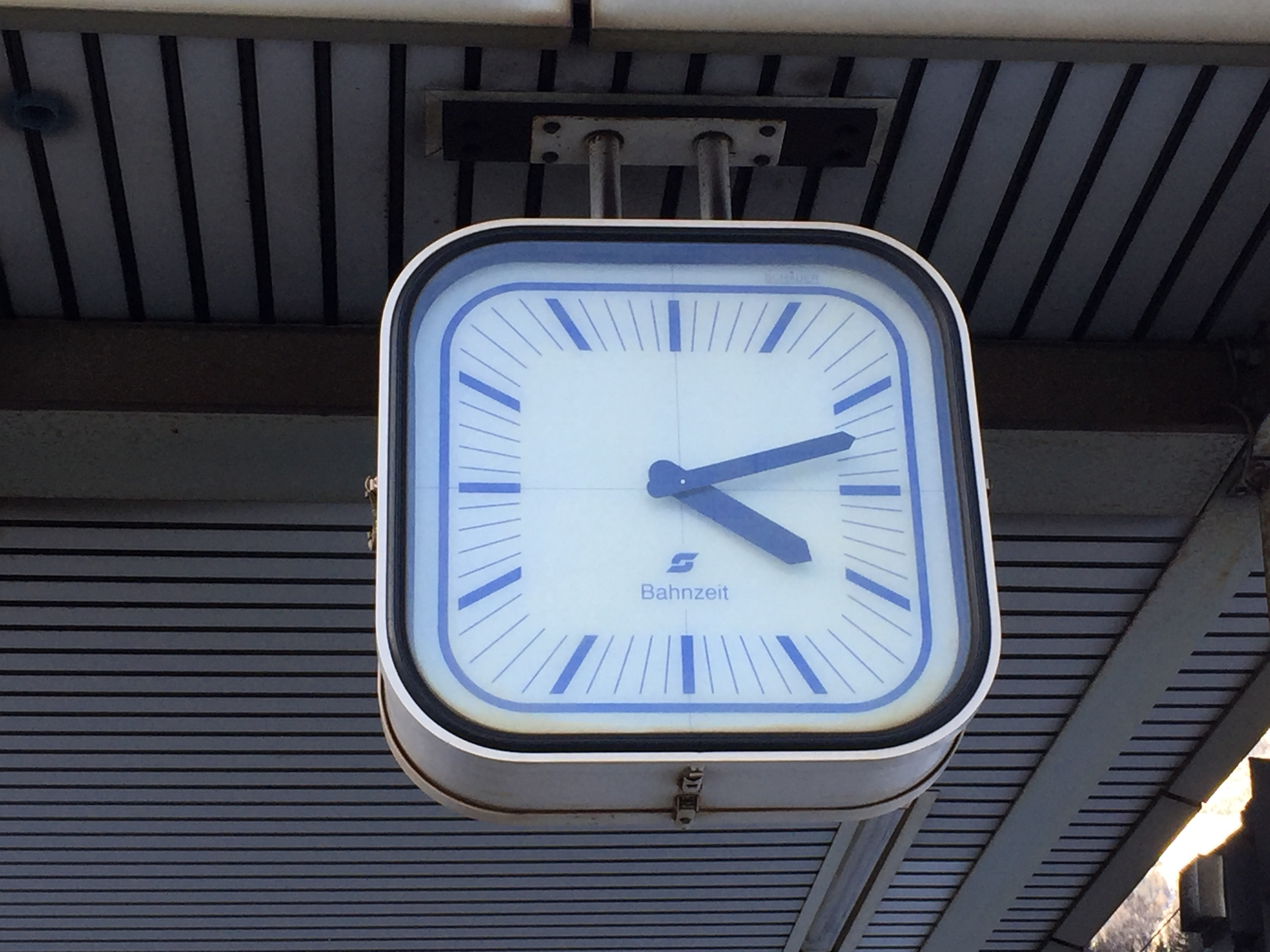
Alte „Bahnzeit“ Uhr mit blauem Pflatsch am Bahnhof Werfen, Februar 2019
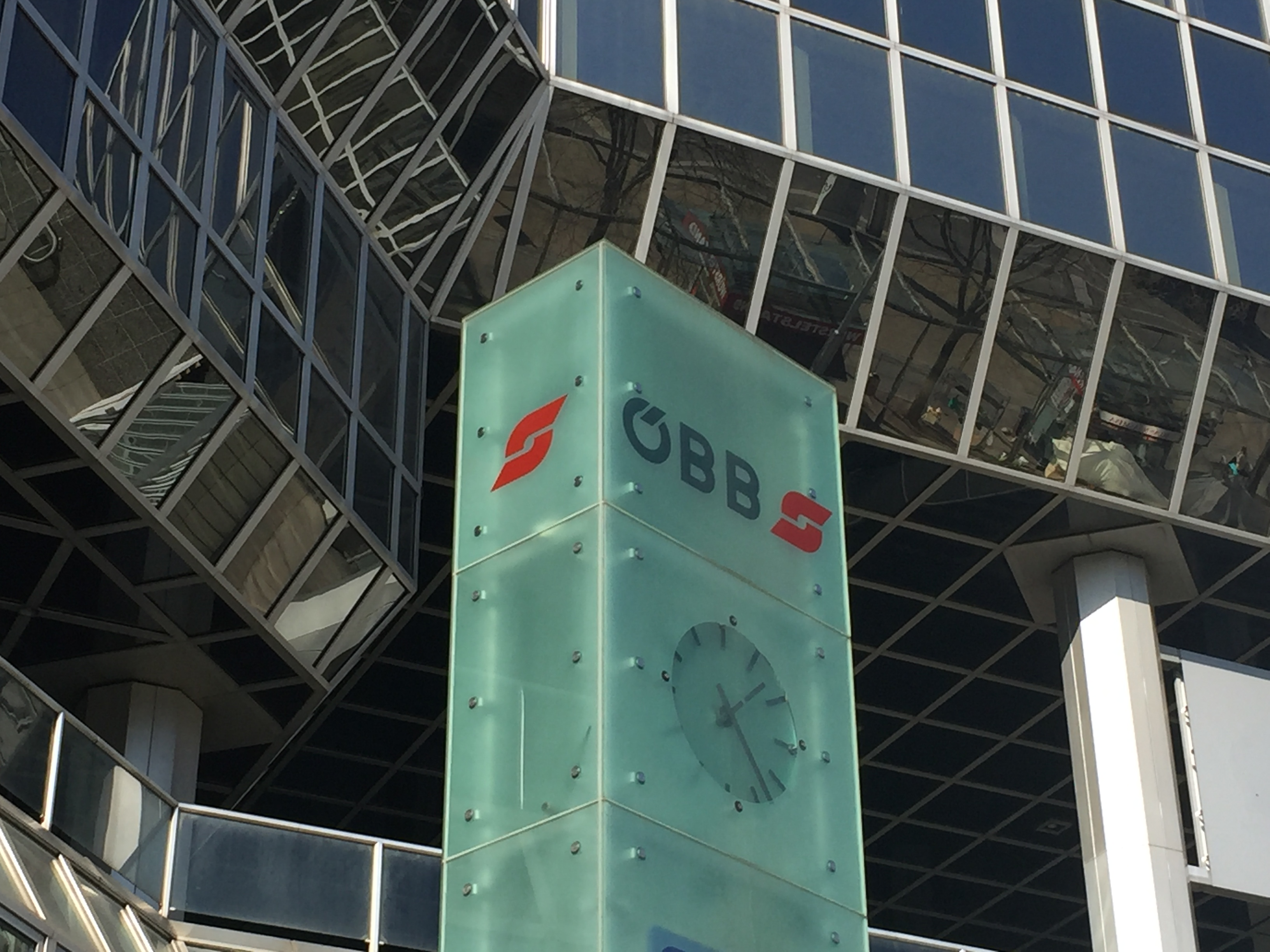
Der Pflatsch und die Wortmarke-Pflatsch-Kombination an einer Bahnhofsuhr vor dem Franz-Josefs-Bahnhof in Wien, Februar 2019
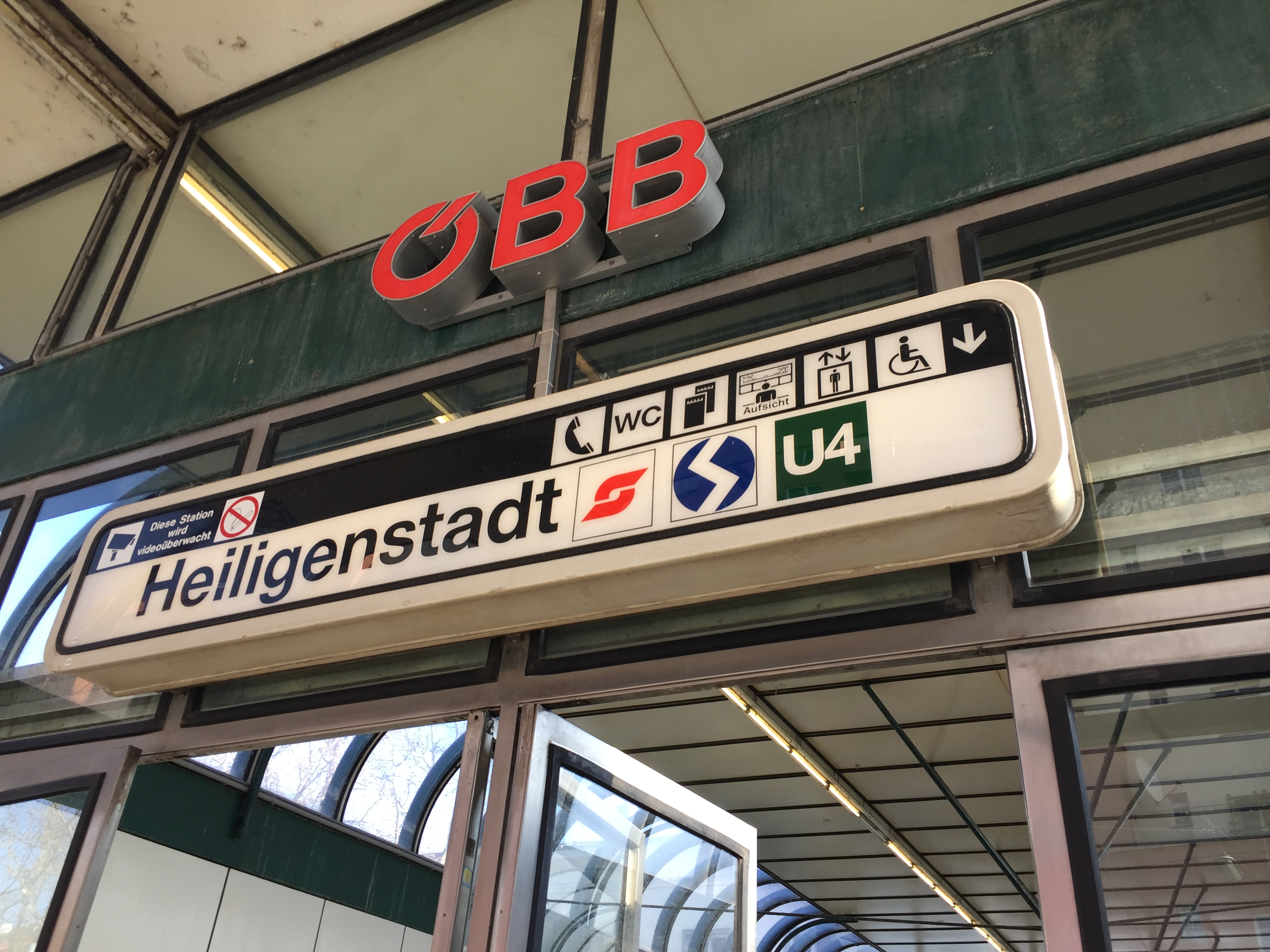
Pflatsch auf einem alten Schild der Wiener Linien, U-Bahn-Station Heiligenstadt, Februar 2019
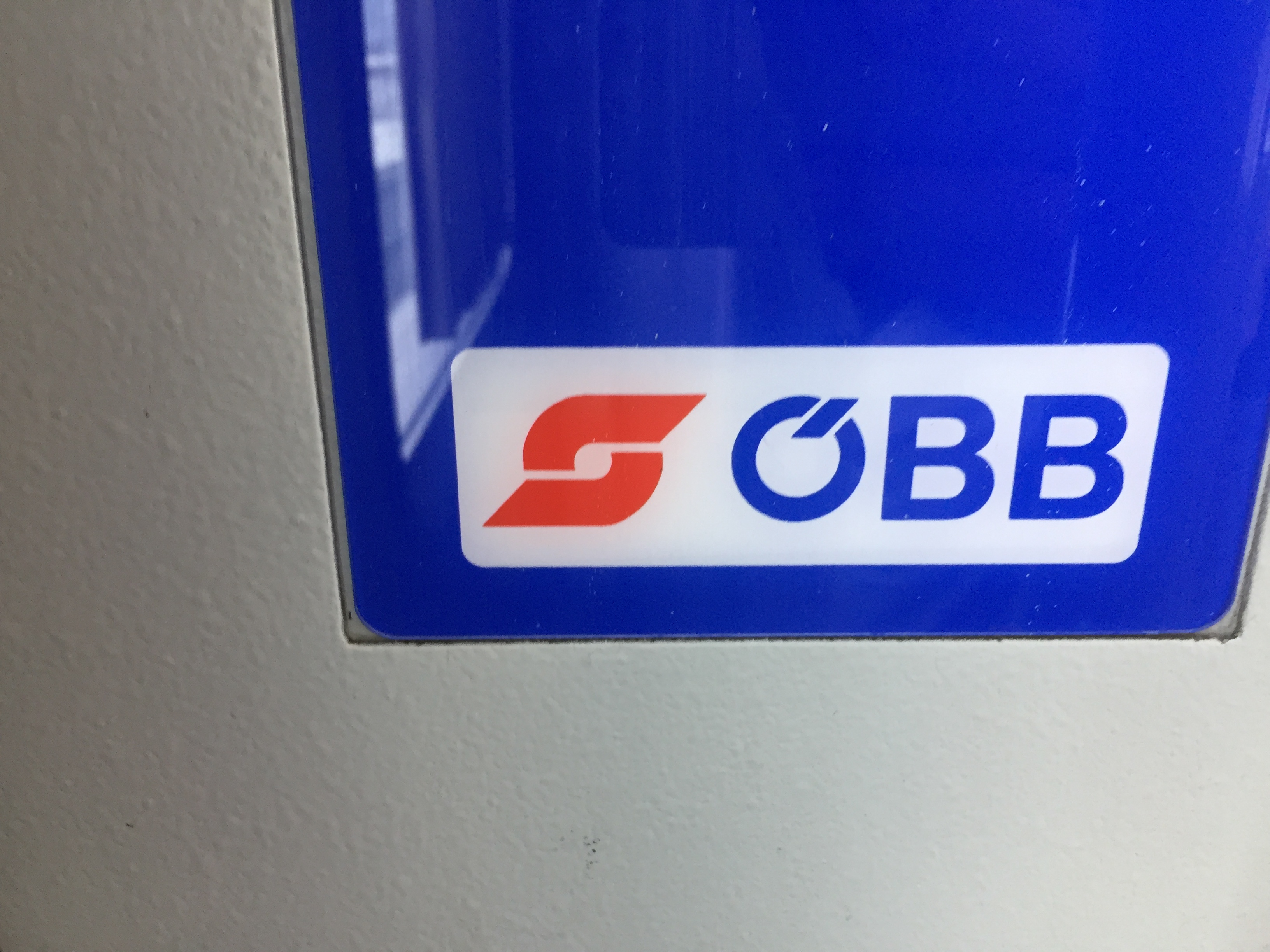
Der Pflatsch und die Wortmarke der ÖBB, noch an den Türen der CityShuttle-Garnituren vorhanden, März 2019
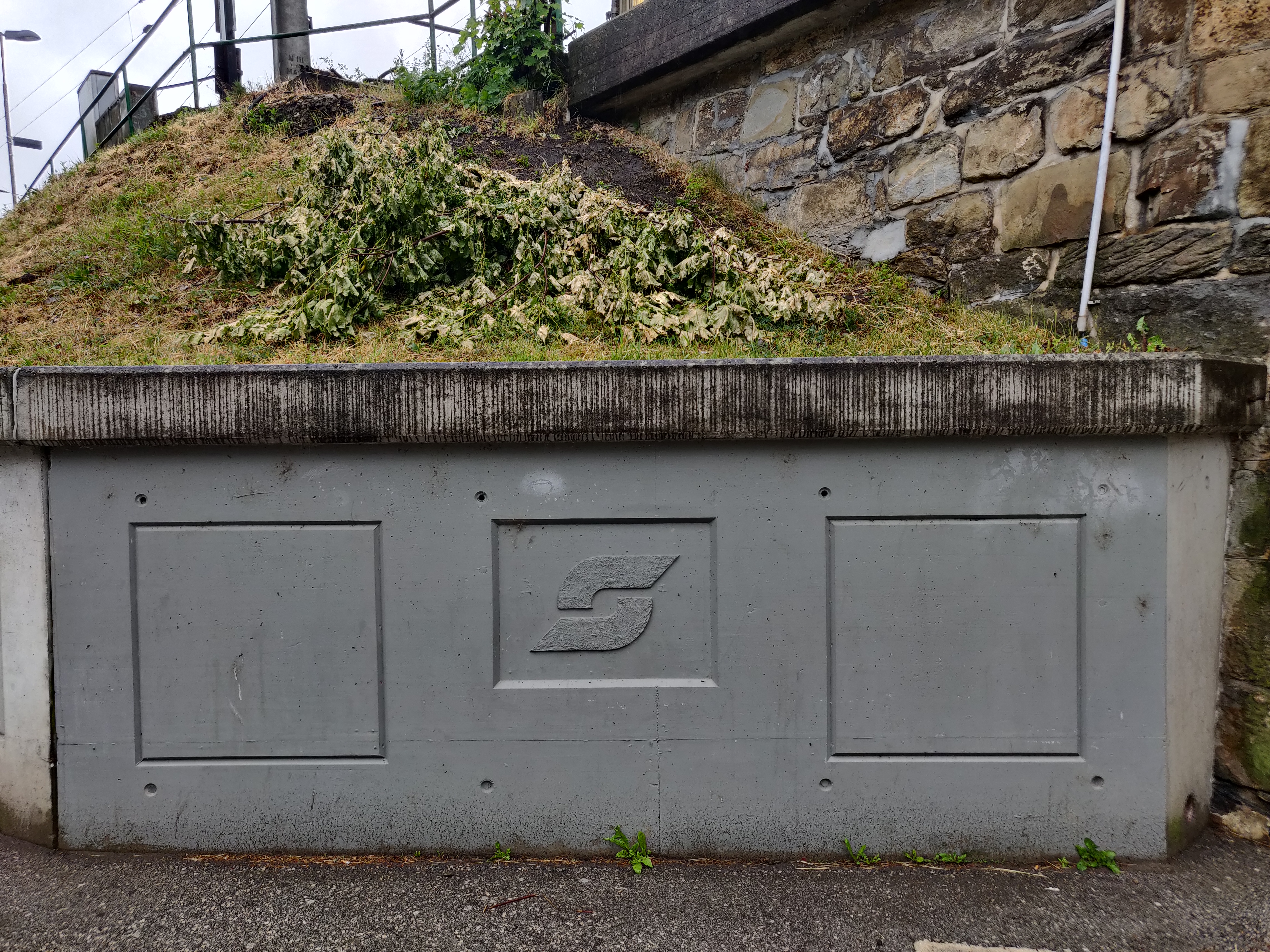
Pflatsch auf einer Eingangsplattform des Purkersdorf Zentrum Bahnhof, Mai 2020

### Der Pflatsch auf Fahrzeugen

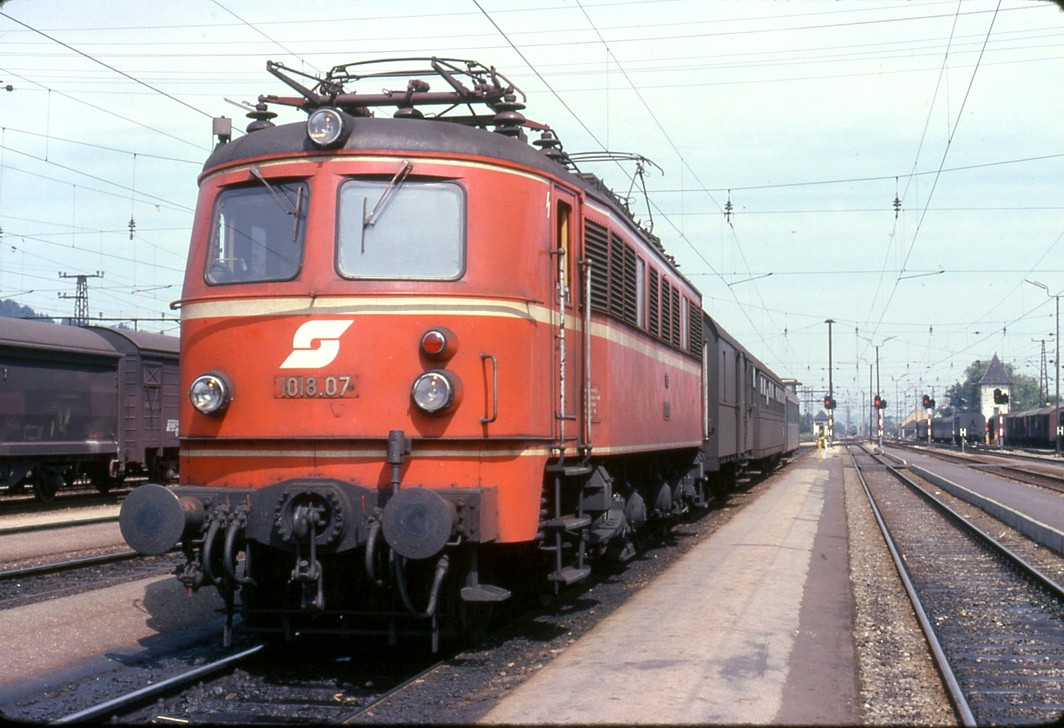
ÖBB 1018.07 am Bahnhof Attnang-Puchheim, August 1980
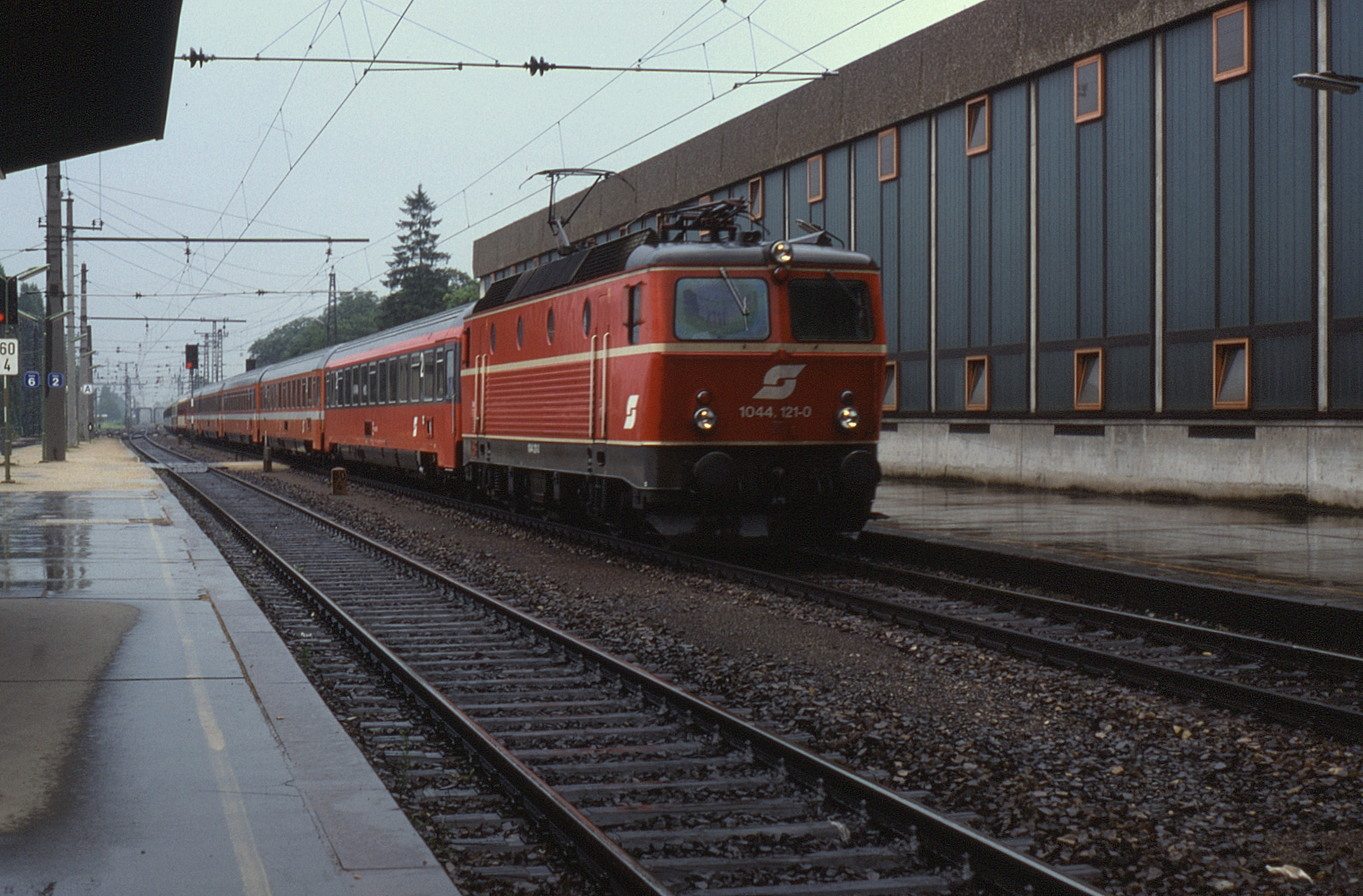
ÖBB 1044 mit alten Eurofima-Wagen in C1-Lackierung im Sankt Pöltener Hauptbahnhof, August 1988
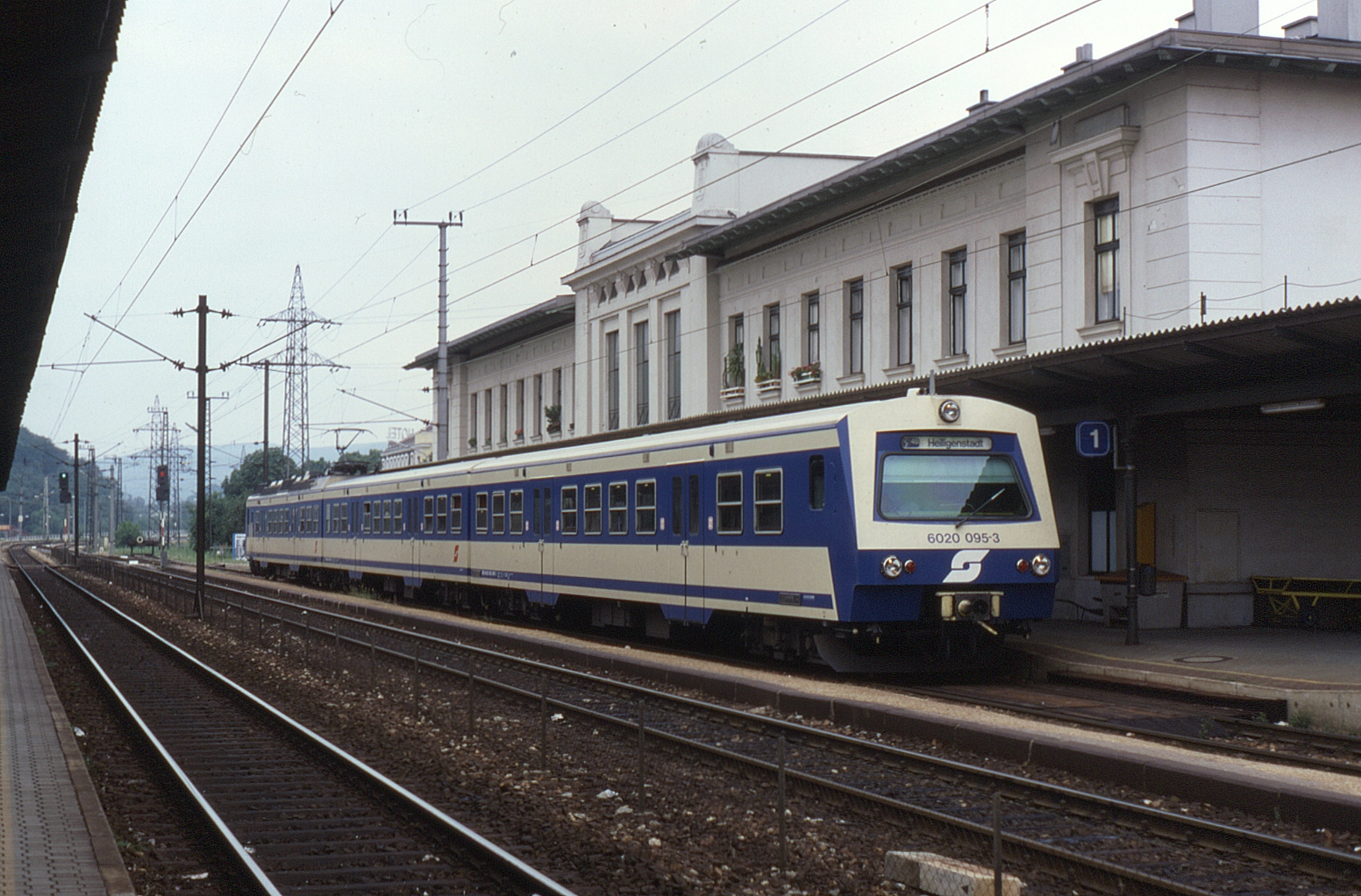
ÖBB 6020 als S45 am Bahnhof Wien Hütteldorf, August 1988
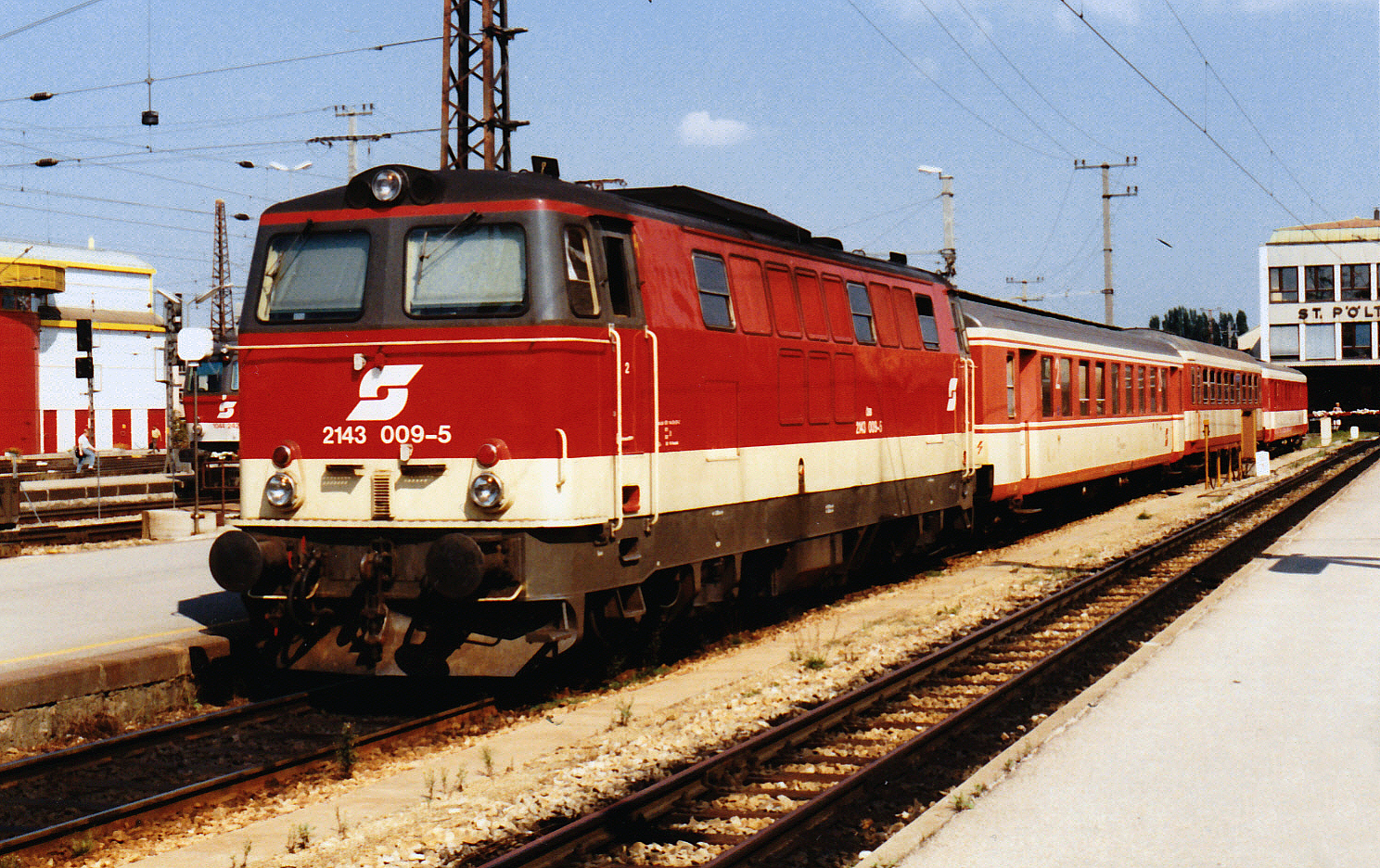
ÖBB 2143 am St. Pöltener Hauptbahnhof mit Schlierenwagen, Sommer 1995
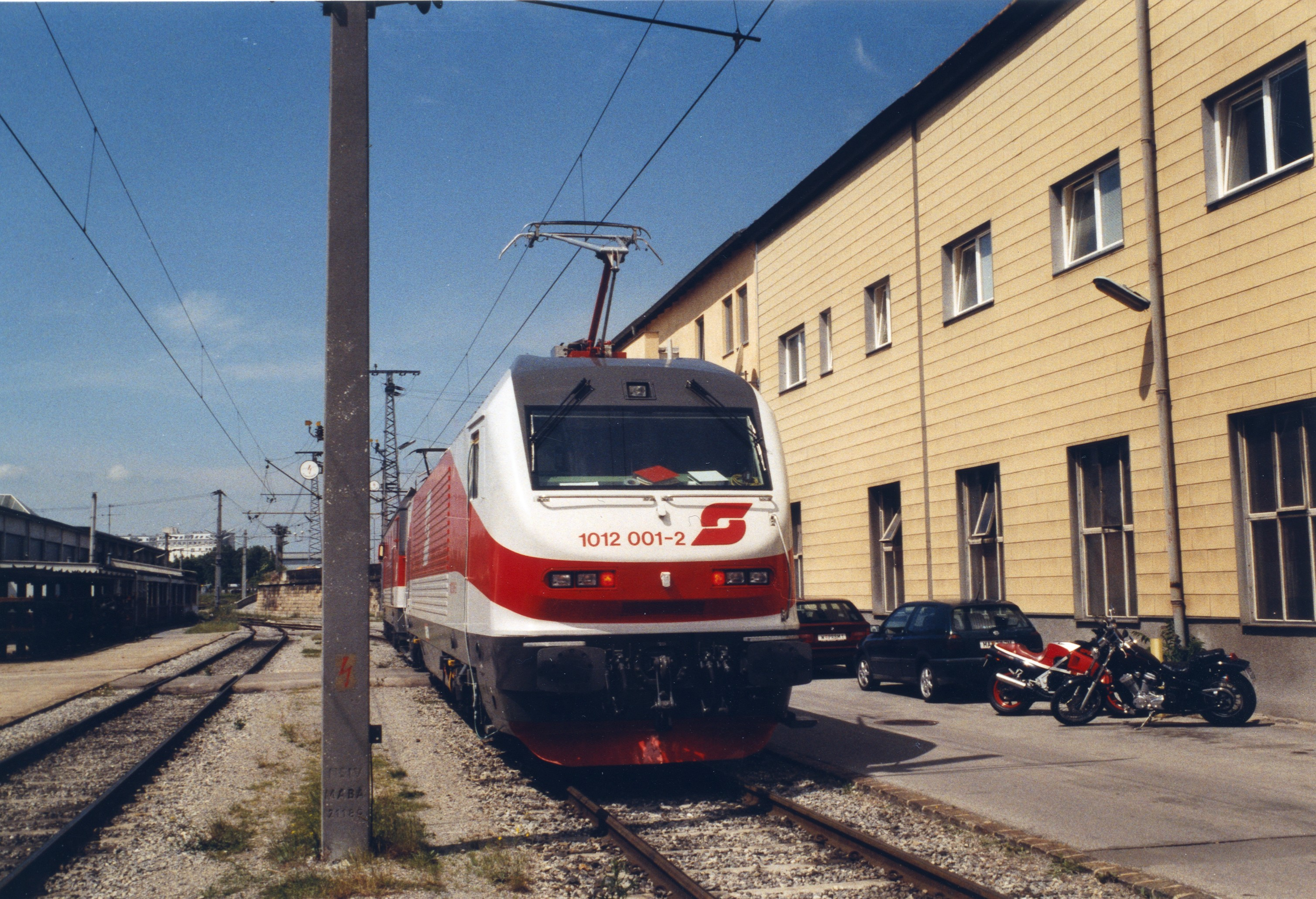
ÖBB 1012 mit Pflatsch in rot am Wiener Südbahnhof, Juni 1997
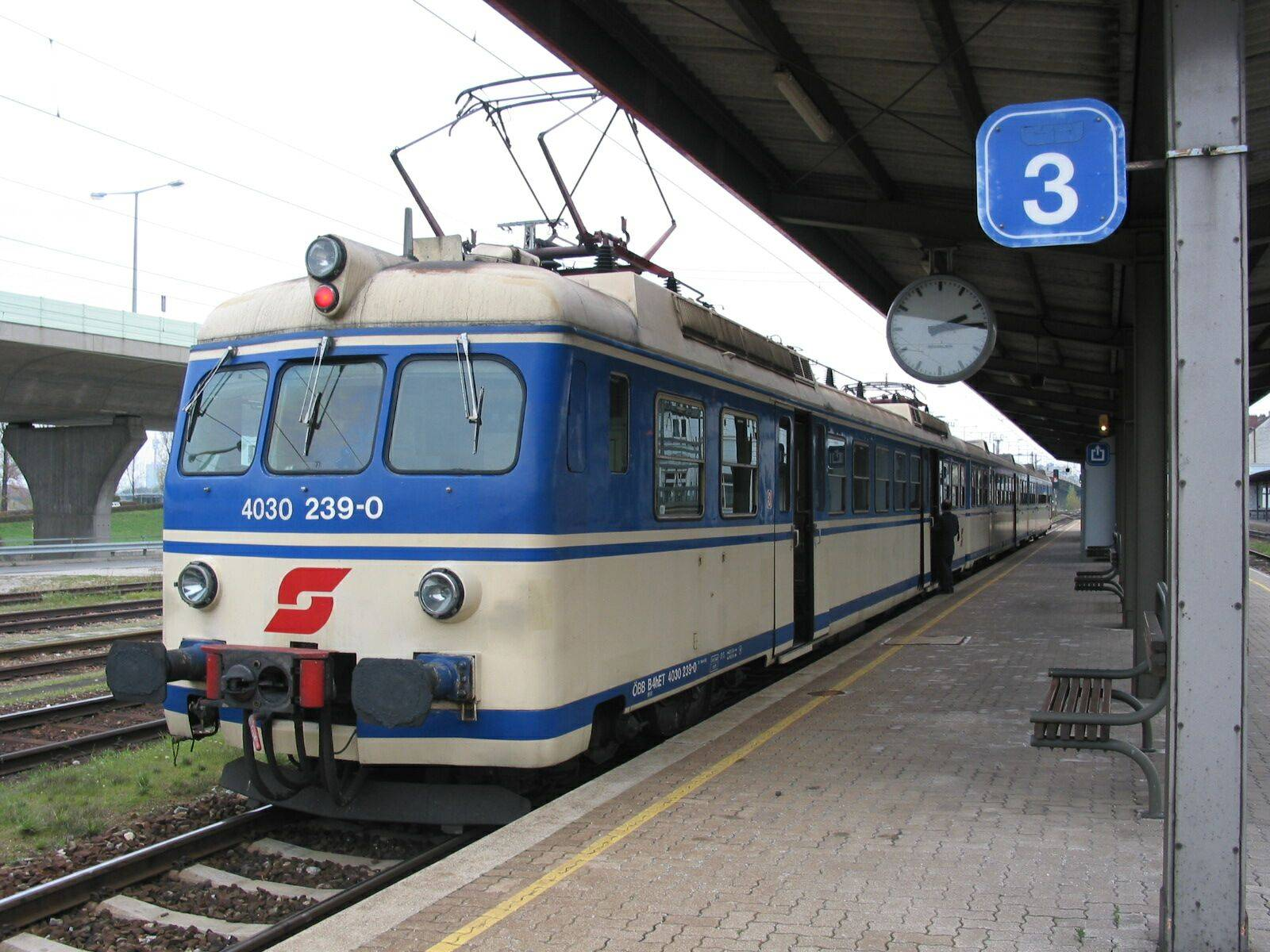
ÖBB 4030 als S40 am Bahnhof Wien Nussdorf, November 2002
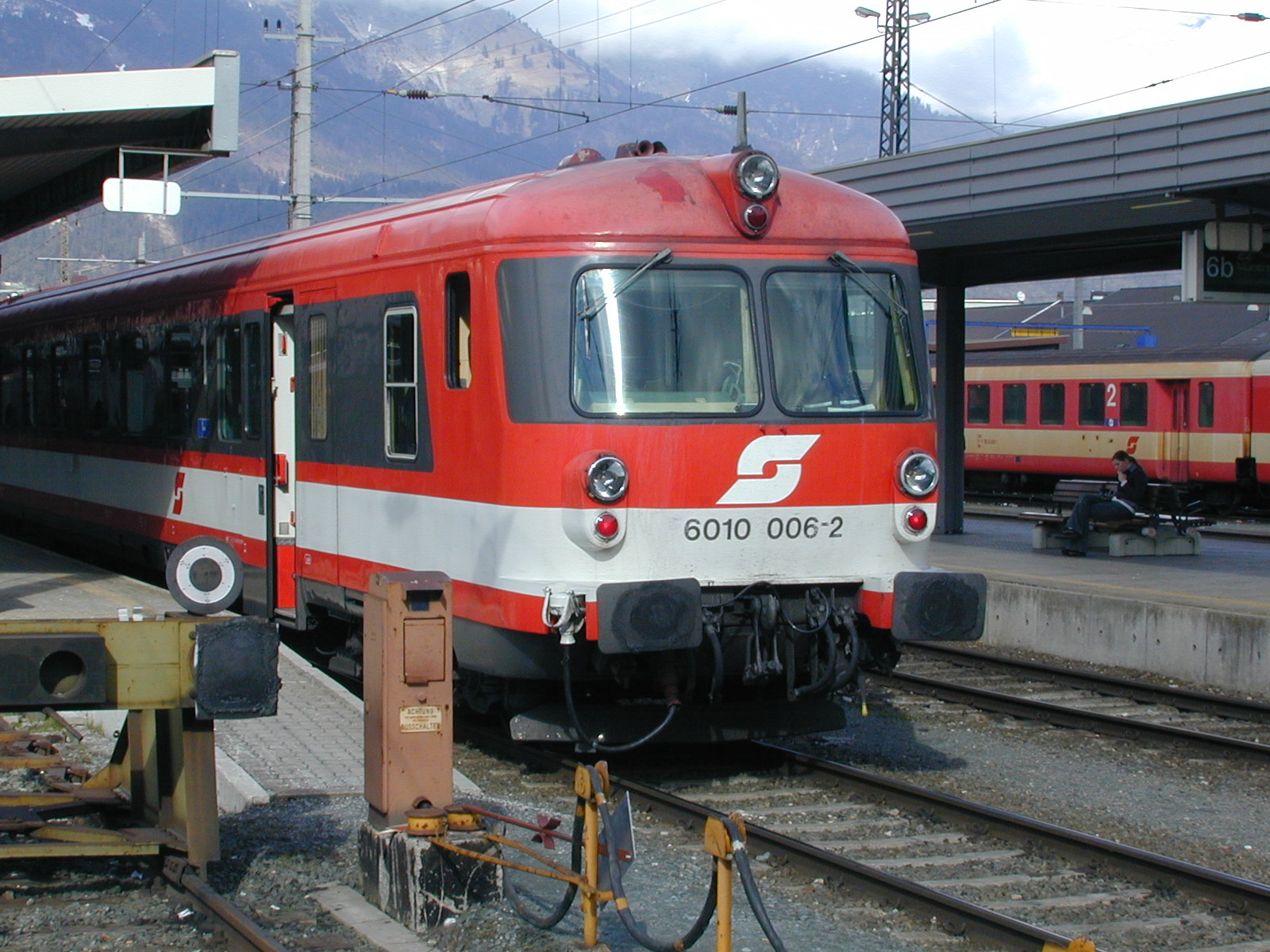
ÖBB 4010 als 6010 im Innsbrucker Hauptbahnhof in seiner letzten Farbgebung vor der Ausmusterung, die Ende Dezember 2008 erfolgte, März 2003
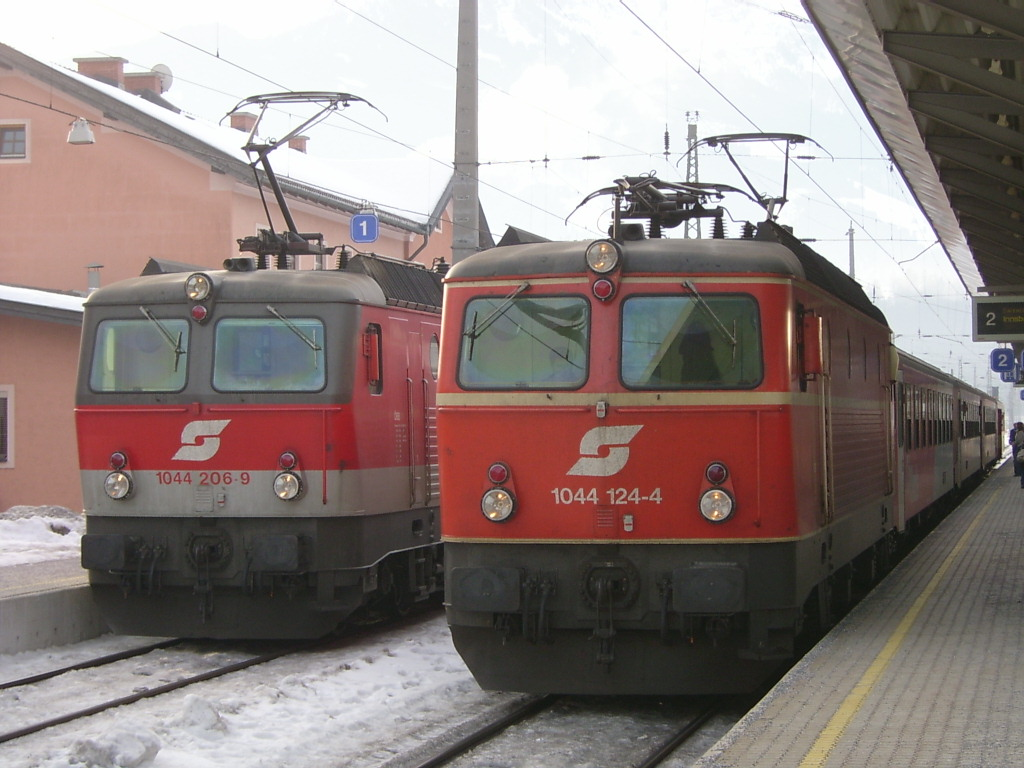
ÖBB 1044 206-9 und 1044 124-4 in Saalfelden, Februar 2004
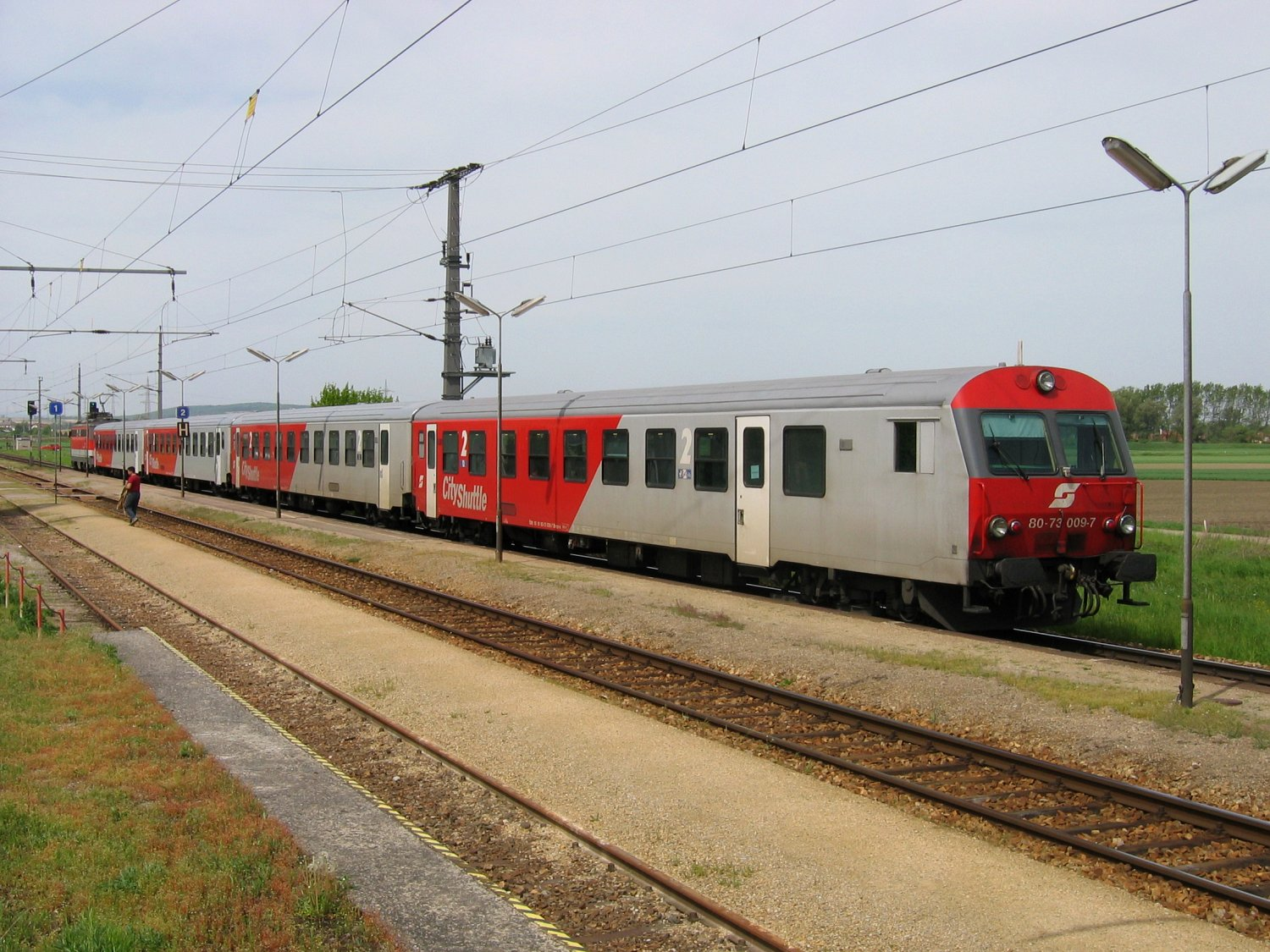
Eine mit Pflatsch geschmückte CityShuttle-Garnitur in Michelhausen, Mai 2004
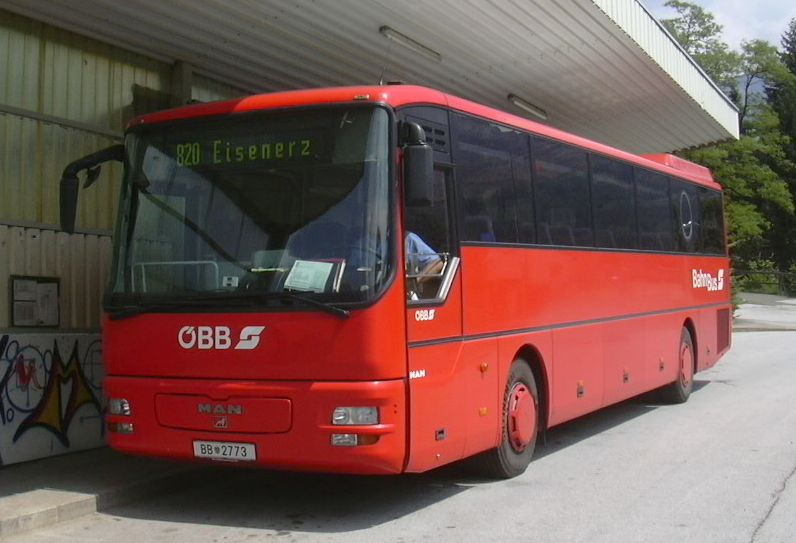
MAN ÜL 353 mit Wortmarke und Pflatsch im bis 2005 gültigen verkehrsroten Anstrich der ÖBB BahnBus, August 2004
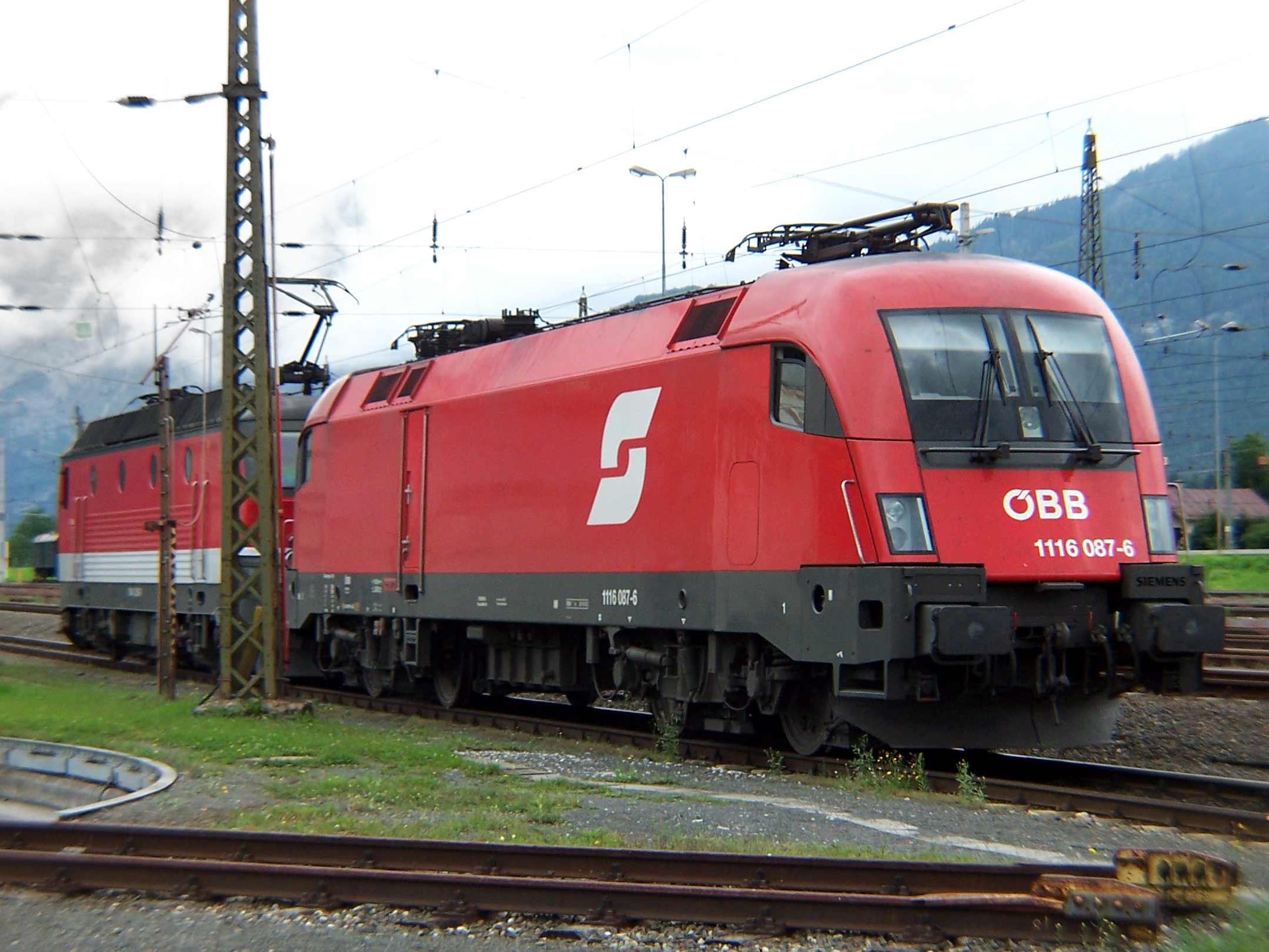
ÖBB 1116 mit Wortmarke und Pflatsch in Saalfelden, August 2005
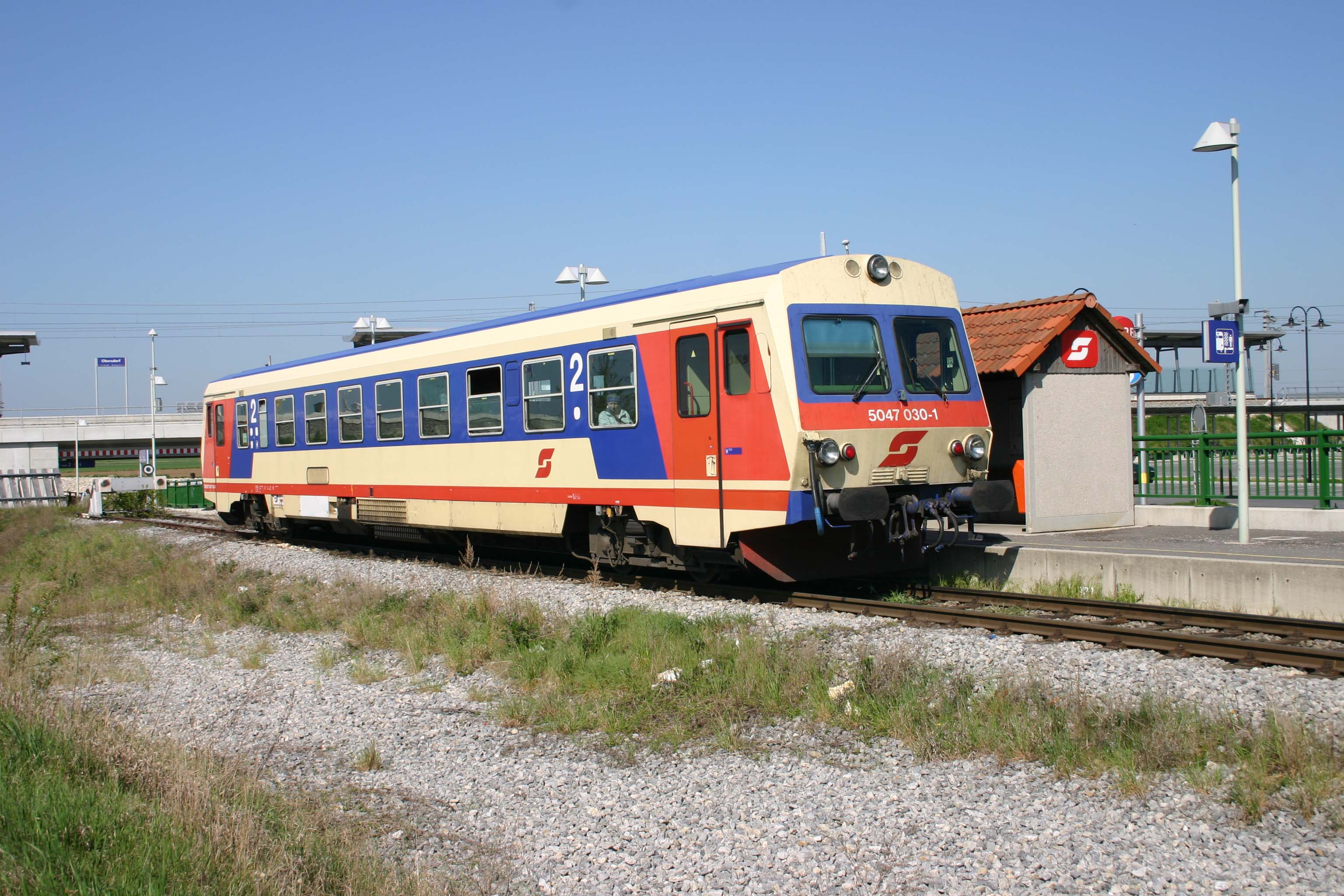
ÖBB 5047 am Endbahnhof der Stammersdorfer Lokalbahn in Obersdorf, August 2007
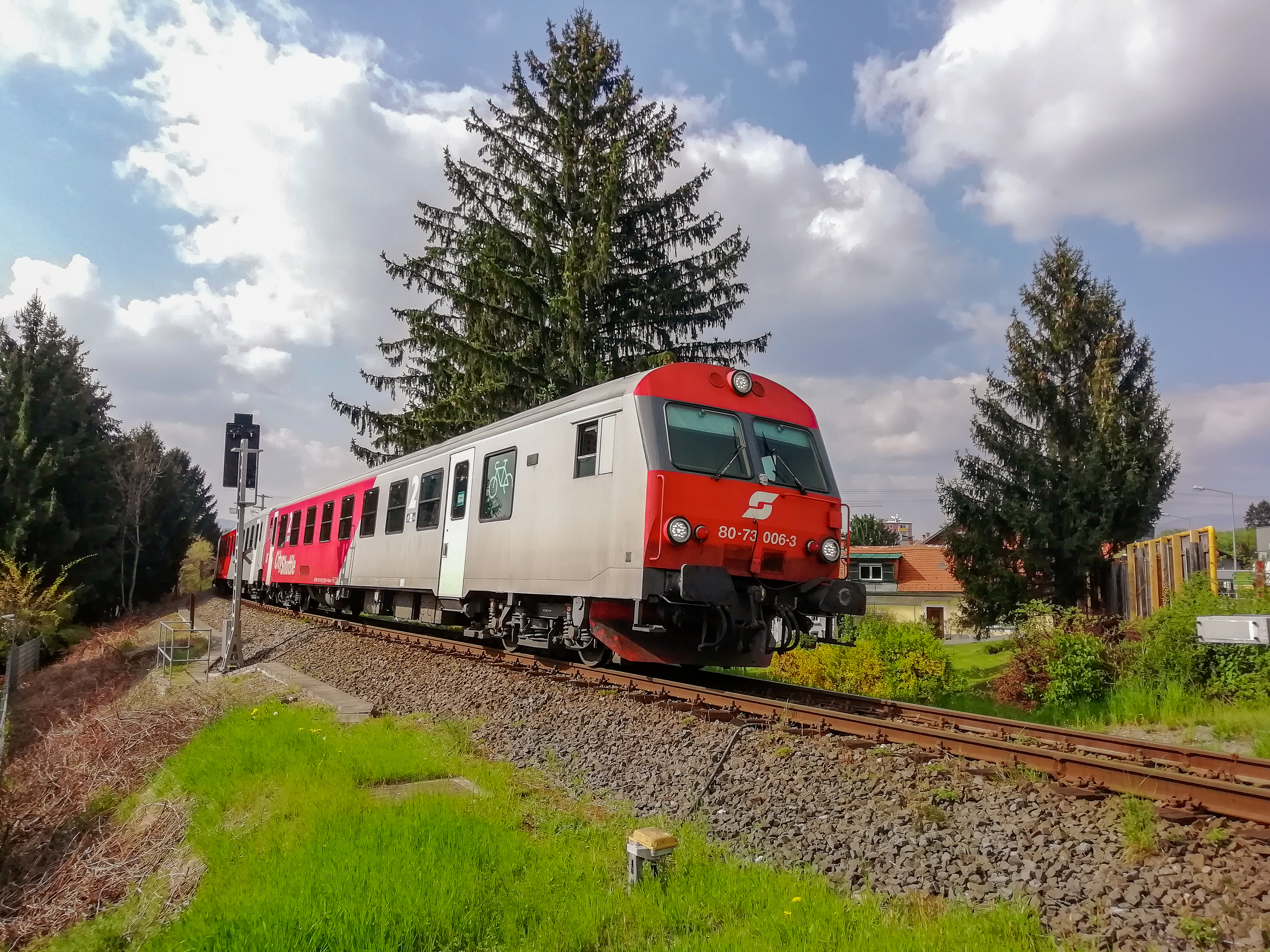
8073 006 mit Pflatsch, 2019.
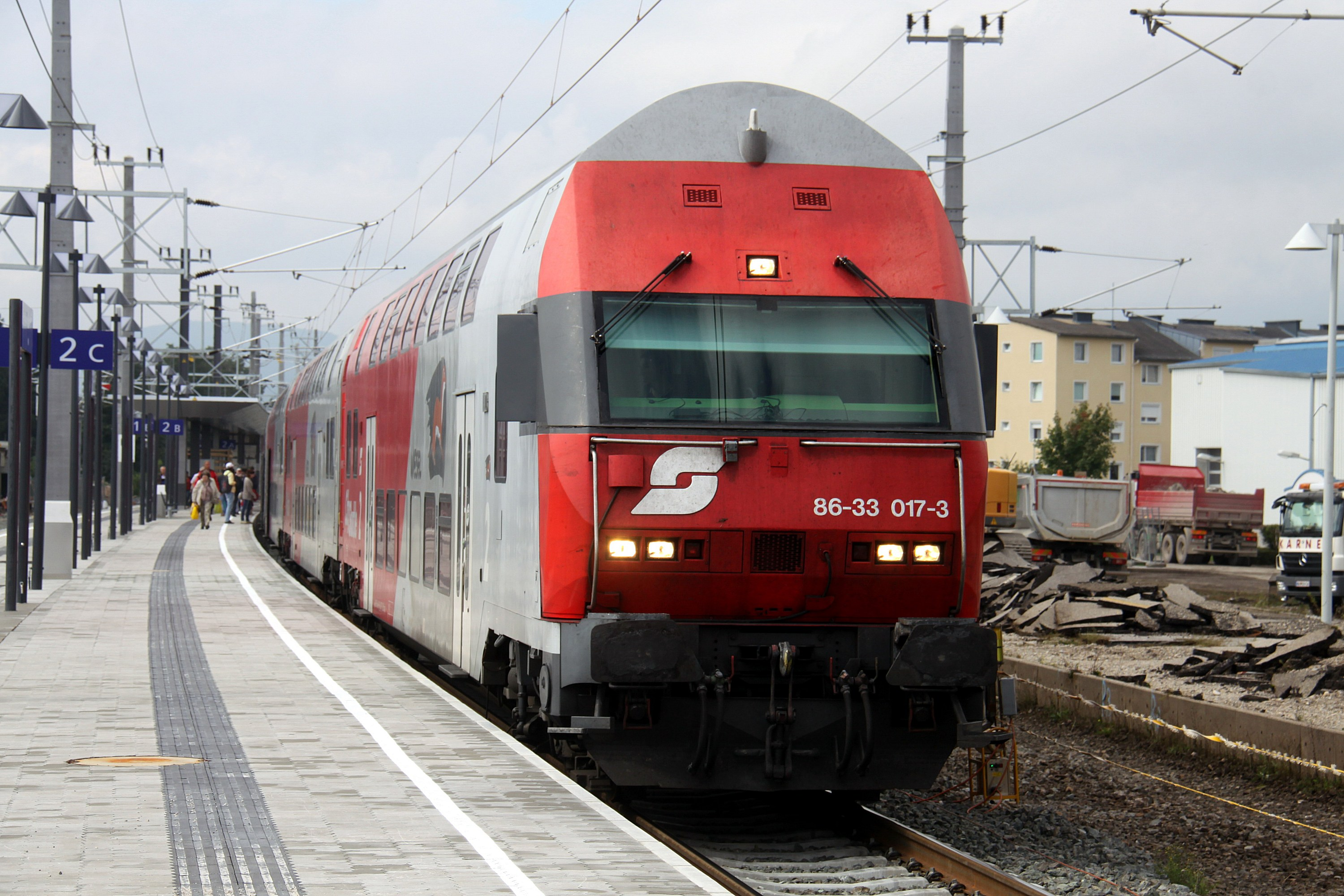
Doppelstocksteuerwagen mit in das Blech geprägtem Pflatsch, Neunkirchen, 2014
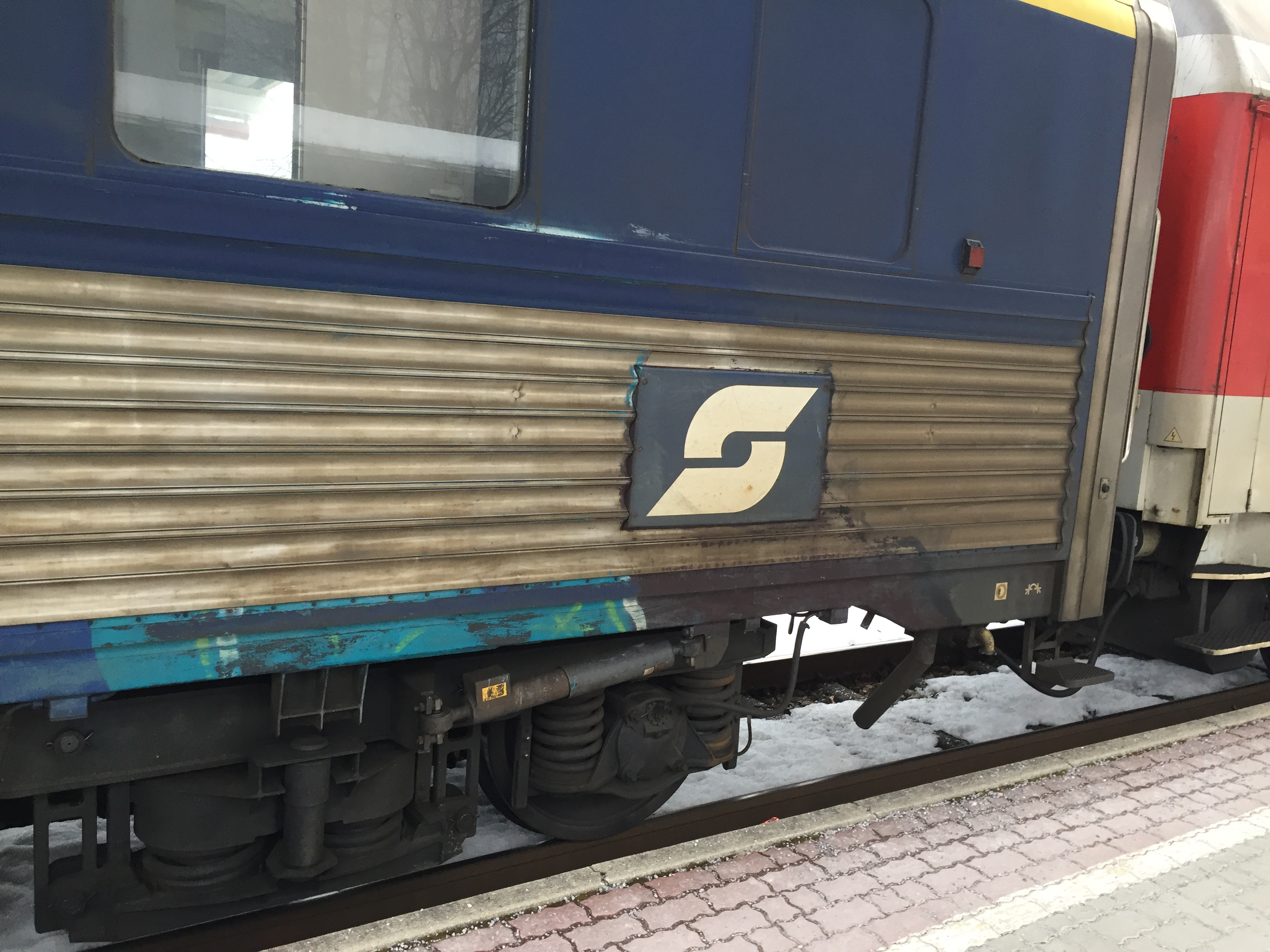
Ein weißer Pflatsch auf einem alten Schlafwagen am Bahnhof Zell am See, März 2019
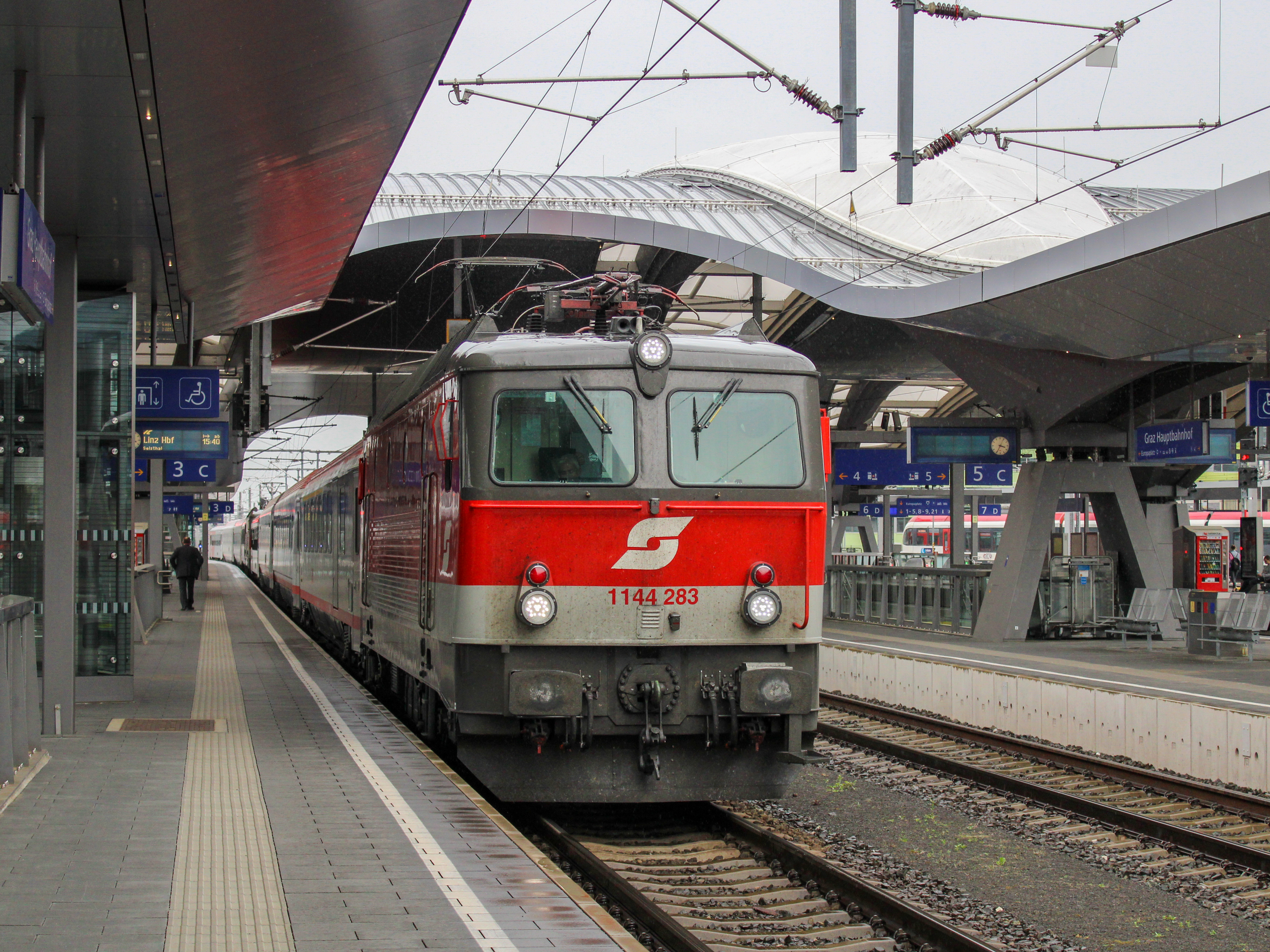
ÖBB 1144 283 mit Pflatsch in Graz Hauptbahnhof, 2020
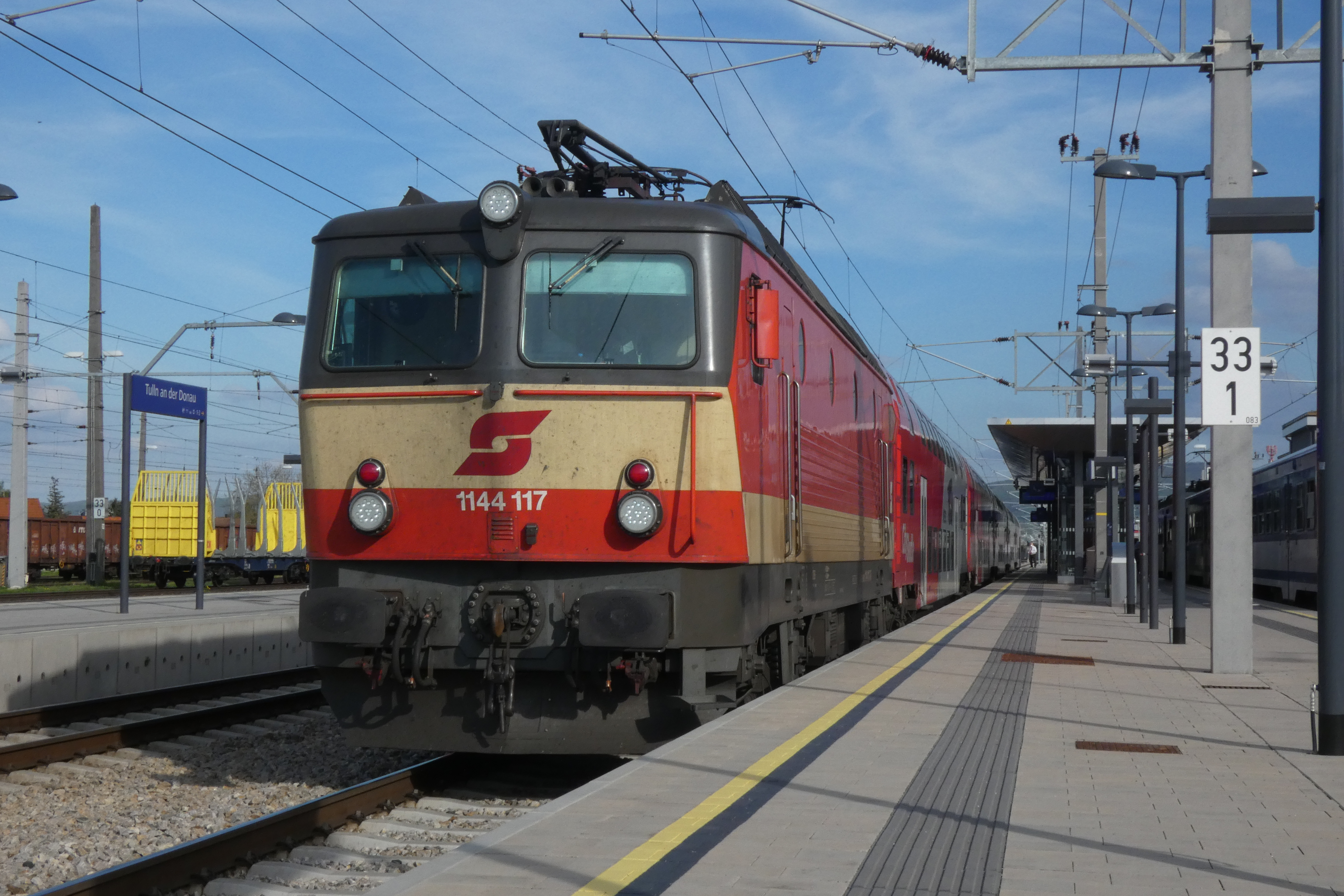
ÖBB 1144 117 am Bahnhof Tulln, April 2021.
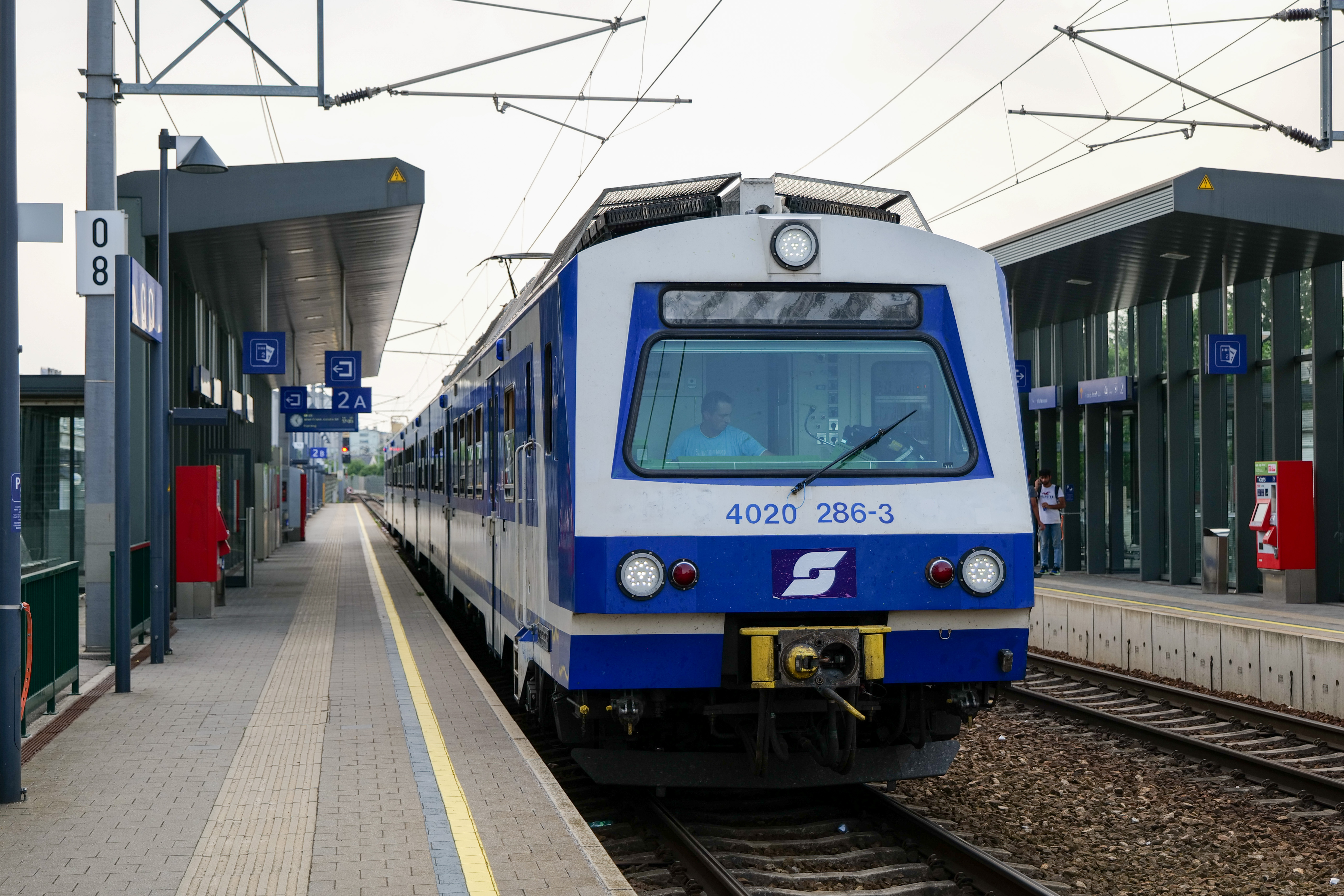
ÖBB 4020 286 erhielt zwischen Sommer 2021 und Herbst 2022 den Pflatsch zurück, hier als S40 in Tulln Stadt.